# クイズマジックアカデミーの登場人物
クイズマジックアカデミーの登場人物（クイズマジックアカデミーのとうじょうじんぶつ）では、コナミアミューズメントのアーケードゲーム『クイズマジックアカデミー（以下QMA）』シリーズの登場人物について解説する。

## 事前補足全般
- 略称については以下の通り。

| ナンバリング | タイトル                                          | 略称                                             |
| ------------ | ------------------------------------------------- | ------------------------------------------------ |
| 1-8          | クイズマジックアカデミー（1）- 8                  | QMA1-8                                           |
| 9            | クイズマジックアカデミー賢者の扉                  | 賢者の扉・扉（扉S2と区別する必要がある場合扉S1） |
| 9            | クイズマジックアカデミー賢者の扉SEASON2           | 扉S2                                             |
| 10           | クイズマジックアカデミー天の学舎                  | 天の学舎・天                                     |
| 11           | クイズマジックアカデミー暁の鐘                    | 暁の鐘・暁                                       |
| 12           | クイズマジックアカデミートーキョーグリモワール    | TG                                               |
| 13           | クイズマジックアカデミーTHE WORLD EVOLVE          | EVO                                              |
| 14           | クイズマジックアカデミーMAXIVCORD                 | XIV                                              |
| 15           | クイズマジックアカデミー軌跡の交叉 -Xross Voyage- | XV                                               |
| 16           | クイズマジックアカデミー輝望の刻                  | 輝望の刻・輝                                     |
| 17           | クイズマジックアカデミー夢幻の鏡界                | 夢幻の鏡界・夢幻                                 |
| 18           | クイズマジックアカデミー黄金の道標                | 黄金の道標・黄金                                 |

| ナンバリング | タイトル                                    | 略称        |
| ------------ | ------------------------------------------- | ----------- |
| 1            | クイズマジックアカデミーDS                  | QMADS・DS1  |
| 2            | クイズマジックアカデミーDS 〜二つの時空石〜 | QMADS2・DS2 |

| 対応機種                        | タイトル                                     | 略称          |
| ------------------------------- | -------------------------------------------- | ------------- |
| 携帯電話 （フィーチャーフォン） | クイズマジックアカデミーmobile（1-4）        | mobile（1-4） |
| スマートフォン                  | クイズマジックアカデミーSP                   | SP            |
| スマートフォン                  | クイズマジックアカデミーロストファンタリウム | LF            |

| メディア | タイトル                                                     | 略称       |
| -------- | ------------------------------------------------------------ | ---------- |
| OVA      | クイズマジックアカデミー 〜オリジナルアニメーション〜（1-2） | OVA（1-2） |

- 「登場作品」はアーケード版（リコードアリーナのリコードは含めない）、DS版、mobile・スマートフォンアプリ版のみ記述。OVAやスピンオフ、その他関連作品などについては人物の説明の中で記述する。
- QMA4は2.5頭身のアメリアとシャロン、QMA5はリエル、QMA6はサツキ（と一部生徒）、QMA7はシャロン、QMA8はルキアとアイコ、扉S1ではアロエとミューのPOP看板が作られた。またリリースと同時に発売される限定柄のe-AMUSEMENT PASSは、基本的にこのポップがベースとなって製作される。

### キャラクターデザイン
- 続編のリリース時にキャラクターデザインの修正が何度か行われている。
  1. QMA2稼働開始時
  2. QMA5稼働開始時
  3. 扉S2アップデート（2013年5月30日）
  4. QMATG稼働時（制服デザインも変更。XIVでリコードアリーナモードに使われる新規イラスト追加）
  5. QMAXV稼働時（制服デザインも変更）

前作と比べてQMA2ではソフトさが、QMA5以降ではアニメーション風のデザインとなりシャープさが増した[1]。ただし、QMA5のあとにリリースされたQMADSとその続編であるQMADS2は主にQMA4時代のデザインを使用している。また、先生に関してはQMA6でも新たなデザインが登場している。
- キャラクターの設定はゲーム上の他、ファンブック（参考文献参照）などでも紹介されている。

### クエスト
- QMA6では、「生徒クエスト」「教師クエスト」と呼ばれるイベントが登場。クリアすると、各生徒がアカデミーを目指すきっかけや教師の生徒時代の思い出などのミニドラマが見られる[2]。
  - 「生徒クエスト」はその生徒を使用しているプレイヤーのべ3人に勝利すればクリア。
  - 「教師クエスト」はレッスンモードでその教師の担当するジャンルでS評価を出せばクリア。

アカデミーアドベンチャー
- 賢者の扉で登場したアドベンチャーゲーム風のモード。QMA7以降の新キャラクターも交えたストーリーが展開されていた。

誕生日記念
- 扉S2（2013年4月）以降、生徒・先生の誕生日に関連したイベントが発生するようになった。
  - キャラクター誕生日当日のプレイではモード選択画面の前にストーリーイベントが入る（2014年4月以降）。
    - 該当期間のプレイで「○○LOVE」の通り名が手に入る。
    - 扉S2・天の学舎では誕生日および前後3日以内の全国オンライントーナメントの決勝で条件を満たす（生徒キャラの場合は該当生徒3人以上、教師キャラの場合は該当教師ガイド役に付けているプレイヤーが3人以上。誕生日当日は2人以上で発生）と、通常のキャラクター記念のほかに「（キャラクター名）誕生日記念」が発生し、決勝の成績によってはキャラクターにちなんだ誕生日アイテムや通り名（2014年4月以降）が入手できる。

  - 暁の鐘では誕生日当日のプレイでアイテム・通り名が手に入る（天の学舎以前の誕生日記念が発生条件となるもの含む）。
  - TG以降は誕生日および前後1日に特定モードで条件を満たすとカスタマイズアイテムと新規通り名[3]（以下TG通り名）を、プレイだけでも前作以前のアイテム・通り名が入手できる場合がある（古いものは手に入らない）。
  - XIVの生徒の誕生日はオリジナルとエボルグリムのストーリーで統一されている。また、NPCのイナリ・ムジナ・セイメイの誕生日にもストーリー追加。
  - XVでは音声がついているストーリーもある。また、クロニカ・ライラとケイオスの誕生日にもストーリー追加（セラは追加なし）。2020年のリディアからガルーダの誕生日は2019年の誕生日当日にプレイしていない場合のみストーリーが流れる。
  - 輝望の刻では2020年8月8日のカイルの誕生日から再開。またセラの誕生日にもストーリーが追加。

## 生徒（プレイヤー）
- プレイヤーの分身でもある、マジックアカデミーの生徒。以下の表記はすべてデフォルト名で、プレイヤーごとに名前を決定することができる（アーケード版ではエントリーカードもしくはe-AMUSEMENT PASS使用時に限る。QMA2まで最大5文字、QMA3-8およびQMADSシリーズは最大6文字、賢者の扉以降は最大8文字まで入力できる）。
- どの生徒を選んでもクイズ自体に有利不利が生じることは一切無い。
- コンピュータの使用キャラクターとして登場する場合は、「COM名」欄にある名のいずれかが選択される。ただし、QMA3のみそれ以外の名前のCPUキャラクター（通称：レアCOM）も登場することがあり、その場合はマジックエッグ[4]が孵化済みであることが多い。また、挨拶も独特のものとなっている。レアCOMは、ユウ&サツキ、ルキア、シャロン、マラリヤには設定がない。
- QMA3-5・賢者の扉の全国大会や、QMA4の全国オンライントーナメント移動などでは、魔法のホウキに乗って移動するが、生徒によっては例外もある（後述。以下特に記述していないキャラは、普通のホウキにまたがって乗っている）。
  - QMA5・扉S1の全国大会（ホウキレース）・扉S2・天の学舎のワールドホウキレースでは、ホウキのヒモなどの色が開始時に選択したジャンルに合わせた色（ノンジャンル＝白、アニメ&ゲーム＝青、スポーツ＝赤、芸能＝緑、雑学→ライフスタイル＝黄、社会＝橙、文系学問＝紺、学問→理系学問＝紫。扉ではノンジャンルは選択できない）に変化し、どのプレイヤーがどのジャンルを選択したのかがわかるようになっている。また、賢者の扉では「アタック型」ではホウキ後部に羽が、「ディフェンス型」ではホウキ前面に星型のシールドがつく（生徒によっては別の変化をする）。以下の記述内にある「ホウキ」の色に関する記述は、QMA4におけるものである。
- QMA7で初登場した6人は、地上に存在した「第七アカデミー」の生徒だったが、QMA6までの舞台である「第一アカデミー」[5]の生徒と一緒に授業を受けることとなった。第一アカデミーと第七アカデミーでは標準制服が異なり、QMA8より購買部で相互に購入が可能になっている。
- QMAにおける学科は「第一アカデミー」では標準学科・格闘学科（ユリが所属）・商業学科（リエルが所属）・工業学科[6]があり、「第七アカデミー」では標準学科・格闘学科（リックが所属）・医療学科（メディアが所属）が存在している。
- QMA7以降、各生徒の放つ魔法に名前がつけられかけ声として使われている（エフェクトは従来と同じ落雷）。その名称はQMA8のプレイヤーキャラ選択時に表示されている。
- DS版については、「アーケード版とはスタッフも異なるため、パラレルな世界観の物語とされている」[7]との公式見解が出されている。そのため、2011年時点ではDS版のみの登場人物がAC版に登場することは無いとしていたが、ライラ・クロニカはアプリ版LF（2018年）でプレイアブルキャラとして復帰、アーケード版でもこの断章の絵柄のリコード登場、XVではストーリーやマジック☆コロシアムに登場するなどしており、ケイオスとセラもXVでDS2以来の登場を果たした。
- OVAではQMA1に登場する10人はアメリアクラスの所属（サンダース・マラリヤは転入生）、ユリはインターネットラジオ『Radio QMA!!』内のラジオドラマで格闘学科から転入。タイガ・ユウ・ヤンヤンについてはOVA2で転入した設定になっている[8]（この4人はOVA1作目ではエンディングに登場したのみである）。
- XIVのリコードアリーナモードのキャラクターバトル（対CPU戦）では得意ジャンルと苦手ジャンルが設定されており、トーナメント・NEOのWANTEDイベントでも得意・苦手が反映されている。なお、WANTEDイベントにおける各キャラクターの名前と通り名は前者がTG通り名で、後者は天の学舎での通り名と同じとなっている（例：シャロンなら名前は「平小路 紗絽」で通り名は「不器用お嬢様」）。

シリーズ中のキャラクターの追加、変更は以下の通り。QMA1から全製品版に登場している生徒はレオン・セリオス・シャロンの3人である（ロケテストを含めるとQMA1ロケテスト以降皆勤なのはセリオスのみ）。
| バージョン    | バージョン    | 男子 | 女子 | 備考                                                                           |
| ------------- | ------------- | ---- | ---- | ------------------------------------------------------------------------------ |
| AOU2003       | AOU2003       | 3    | 1    | キャラクターが4人確認されているがロケテストまでにすべて変更された。            |
| QMA1          | ロケテスト    | 2    | 2    | ロケテストでレオン・セリオス・ルキア・クララが公開。                           |
| QMA1          | 稼働開始時    | 4    | 4    | カイル・ラスク・アロエ・シャロンが追加。初期メンバーが揃う。                   |
| QMA1          | 2004年1月29日 | 5    | 5    | サンダース・マラリヤが転校生として追加。                                       |
| QMA2          | QMA2          | 6    | 6    | 製品版でタイガ・ユリが追加。                                                   |
| QMA3          | QMA3          | 7    | 7    | 製品版でユウ&サツキ・ヤンヤンが追加。                                          |
| QMA4          | QMA4          | 7    | 7    | リエルがノンプレイヤーキャラとして登場。                                       |
| QMA5          |               | 7    | 7    |                                                                                |
| QMA6          | QMA6          | 7    | 8    | 製品版でリエルがプレイヤーキャラとして使用可能となった。                       |
| QMA7          | ロケテスト    | 2    | 3    | セリオス・ユウ・シャロン・リエル・メディアの5人。                              |
| QMA7          | 稼働開始時    | 4    | 6    | 製品版でレオン・ユリ、ハルト・アイコ・ミューが追加された。                     |
| QMA7          | 2010年4月26日 | 5    | 7    | リックとマヤが追加。                                                           |
| QMA8          | ロケテスト    | 8    | 10   | QMA7で登場した12人と、カイル・ラスク・ルキア・クララ・マラリヤ・タイガの18人。 |
| QMA8          | 製品版        | 9    | 12   | ロケテストで「鋭意制作中」と表示されていたアロエ・サンダース・ヤンヤンが追加。 |
| QMA賢者の扉   |               | 9    | 12   |                                                                                |
| QMA天の学舎   |               | 9    | 12   |                                                                                |
| QMA暁の鐘     | QMA暁の鐘     | 9    | 12   | ヴァニィがノンプレイヤーキャラとして登場。                                     |
| QMATG         |               | 9    | 12   |                                                                                |
| QMAEVO        | QMAEVO        | 9    | 13   | ヴァニィがプレイヤーキャラとして使用可能となった。                             |
| QMAXIV        |               | 9    | 13   |                                                                                |
| QMAXV         | ロケテスト    | 2    | 4    | セリオス・サンダース・シャロン・アロエ・マラリヤ・メディアの6人。              |
| QMAXV         | 製品版        | 9    | 13   | [ 11 ]                                                                         |
| QMA輝望の刻   |               | 9    | 13   |                                                                                |
| QMA夢幻の鏡界 |               | 9    | 13   |                                                                                |
| QMA黄金の道標 |               | 9    | 13   |                                                                                |

| バージョン           | 男子 | 女子 | 備考                                                                            |
| -------------------- | ---- | ---- | ------------------------------------------------------------------------------- |
| QMADS                | 8    | 8    | QMA4の14人とクロニカ・ライラの計16人。                                          |
| QMADS2               | 9    | 10   | QMA6の15人とクロニカ・ライラにケイオス・セラが追加され計19人。                  |
| QMAmobile            | 6    | 6    | QMA2の12人。                                                                    |
| QMAmobile2           | 7    | 7    | QMA3の14人。                                                                    |
| QMAmobile3           | 7    | 7    |                                                                                 |
| QMAmobile4           | 7    | 7    |                                                                                 |
| QMASP                | 1    | 1    | レオンとルキア。                                                                |
| ロストファンタリウム | 10   | 13   | QMAEVOからヴァニィを除き、クロニカ・ライラ（2018年9月12日追加）を加えた計23人。 |

### 男子生徒
レオン (Leon)
声：檜山修之
登場作品：QMA1-輝,DS1・2,mobile1-4,Sp,LF
9月9日生まれ。174cm。O型。QMA1では14歳。
COM名：ルッツ/ユルグ（レア名：マサヒロサマ）
魔法名：サンダー レオパルド
ホウキ：ヒモは赤。
生徒クエスト：マジックアカデミーへの登校初日から寝坊してしまい、猛ダッシュでアカデミーに向かう遅刻寸前のレオン。だが突然、その後方に謎の物体が現れレオンを追ってきた。しかもレオンに対してなぜか問題を出題し始める。この仕打ちに対して、レオンはある必殺技を繰り出す。
誕生日記念通り名：「炎の熱血少年」
TG通り名：「獅子堂 礼雄」
LFでのデフォルトジョブ：ファイター
初登場：QMA1
外見：赤髪の少年。
得意ジャンル：スポーツ、苦手ジャンル：理系学問
熱血漢だが、やや単純。勝負事が好きで勝ち負けには非常にうるさい。少し制服を着崩している。賢者になって家族と一緒に大きな城で暮らすことを夢みている。大賢者である父親（現在消息不明）を誇りに思っているため、馬鹿にされると我慢できない（のちに、「家族を置いて出て行った父親への反発はあるが、自分の不出来を理由に父親まで侮辱されるのは我慢ならない」と変更された）。OVA版ではルキアと並ぶ問題児という設定になっている。困った時は山勘頼り。
セリオス (Serious)
声：子安武人
登場作品：QMA1-輝,DS1・2,mobile1-4,LF
2月2日生まれ。172cm。B型。QMA1では14歳。
COM名：マテウス/レクトール（レア名：デスマテウス/VJGYO）デスマテウスは『DEATH NOTE』由来（挨拶も同様）、VJGYOは『beatmania IIDX』シリーズのヴィジュアルスタッフの名前である。
魔法名：セイクリッド ライト
ホウキ：ヒモは白。
生徒クエスト：常に冷静な言動と表情がトレードマークとも言える容姿のセリオス。しかし時として冷徹さをも感じさせるその風貌は、あらぬ噂を走らせる要因となる。購買部へ立ち寄ったセリオスは、ふとある物が目に止まり興味を持つ。それを手にした場面をある生徒が目撃して、あらぬ憶測を始める。
誕生日記念通り名：「クールな自信家」
TG通り名：「芹沢　了」
LFでのデフォルトジョブ：ナイト
初登場：QMA1
外見：銀髪の少年。
得意ジャンル：理系学問、苦手ジャンル：アニメ&ゲーム
クールで押し付けられることを嫌う。常に冷たい表情をしていることから、アンドロイドではないかという噂がアカデミー内で流れたこともあった。生徒クエストによると、噂を流したのはレオンとルキアの勘違いから。
本人の誕生日イベントによると、誕生日がちょうど節分と重なるため、かつてタイガから恵方巻をプレゼントされるもその場で即座に何も言わずに一気食いをさせられたため結構苦しかったとのこと。
カイル (Kaile)
声：関通利
登場作品：QMA1-6・8-輝,DS1・2,mobile1-4,LF
8月8日生まれ。176cm。AB型。QMA1では14歳。
COM名：マルコ/アーベル（レア名：メガネはる/HIDEKI）
魔法名：カイザー イレイザー
ホウキ：座敷ホウキにまたがって飛んでいる。ヒモは青（瑠璃?）。
生徒クエスト：人のために働きたいという献身的な人物、カイルの過去にあったというある出来事。森の中に不法投棄されたゴミを片付けていたカイルはその中から変わった眼鏡を見つける。試しに着用してみると突然その眼鏡が光り出し、カイルの様子は一変して怪しい口調で語り始めた。
誕生日記念通り名：「人に優しく、自然に優しく」
TG通り名：「甲斐 流」
LFでのデフォルトジョブ：ナイト
初登場：QMA1
外見：青色の長い髪を後ろで縛っている少年。メガネをかけている。
得意ジャンル：ライフスタイル、苦手ジャンル：文系学問
料理上手であり、野菜を育てている。少し所帯じみた所がある。実は苦労人で、過去に怒りで我を失うほどの事件に巻き込まれたが、その事件が処理されてからは常に笑顔でいるようになった。
基本的に穏やかで物腰の低い性格だが、QMA5の昇格試験イベントでは、瞬間的に人格がきつくなることがあり、我に返った後本人はそのことを覚えていない、という一面が発覚した。
ラスク (Lask)
声：奥真紀子
登場作品：QMA1-6・8-輝,DS1・2,mobile1-4,LF
5月5日生まれ。145cm。B型。QMA1では11歳。
COM名：ジーク/ガブリエル（レア名：まっはー）
魔法名：プロデジ エナジー
ホウキ：ヒモは緑。
生徒クエスト：飛び級してアカデミーに入学したラスク。それを実践するために、猛勉強していた頃の出来事。ある若い女性が家庭教師としてラスクの勉強をみていたが、ラスクは違うものを見ていた。そしてラスクはある質問をするが、その内容は彼女を驚かせた。
誕生日記念通り名：「無邪気な野心家」
TG通り名：「楠 正太郎」
LFでのデフォルトジョブ：レンジャー
初登場：QMA1
外見：緑の髪の少年。制服はズボンの裾が短めになっており、ハーフパンツ程度の長さになっている。
得意ジャンル：社会、苦手ジャンル：芸能
努力によって飛び級を果たした。裕福な家の生まれでおもちゃのようにお金を貰っていたため、貯金とトレード（商取引）が好きだが賭け事は嫌い。割とちゃっかりしているところがあり、アカデミーに入学したのも「賢者は儲かるから」というもの。お金儲けだけでなく、貨幣コレクターでもある様子。一人称は「僕」。
サンダース (Thanders)
声：矢田耕司(1・2), 稲田徹(3 - )
登場作品：QMA1(Ver.UP後)-6・8-輝,DS1・2,mobile1-4,LF
4月4日生まれ。190cm。O型。年齢不詳（QMA3では「AGE:14(?)」とある）。
COM名：ハートマン/ウィーグル（レア名：アフロ）
魔法名：人間魔力発電所
ホウキ：ミサイルに立ち乗りしている。賢者の扉では型ごとに異なる形のミサイルに乗る。
QMA2の優勝時：赤褌を締めた画像。なお、赤褌（越中褌）の英語名はサムライパンツと呼ばれている。肉体はマッチョで大量の傷跡が残っている。赤褌のアバターはPASELI購買部で「私服水着」として購入でき、アイテム「タイガーストライプ」は、彼だけは越中褌形である。なお、暁の鐘・TGの敗北イラストでも褌姿となる。
生徒クエスト：かつて、ある軍隊に所属していたという噂のあるサンダース。数々の戦場を潜り抜け、如何なる状況をも乗り切り、自ら死を宣告するような言葉を口にしてもあらゆる修羅場から生還する不死鳥の肉体を持つこの男に、ある指令が下される。
誕生日記念通り名：「突撃！重戦車」/「サーイエッサー」
TG通り名：「三田・S・雷蔵」
LFでのデフォルトジョブ：モンク
初登場：QMA1稼動当初は使えず、2004年1月のバージョンアップで追加された。
外見：銀髪の男性。他の生徒と異なる制服を着ている。
得意ジャンル：スポーツ、苦手ジャンル：ライフスタイル
購買部のアバターで体操服を買うと、他のキャラクターはちゃんとした体操服なのに、彼だけは迷彩服になっていた。
教師たちのことを、唯一❝教官❞と呼んでいる。
他校からの転校生で、軍人のような振る舞いをする。兵役経験あり。世界制覇のため賢者を目指していると本人は語るが、周囲にはあまり本気にされていない。
マジックアカデミー通信Vol.1の人気投票では、KONAMI側が軍曹と表記している。
当初の一人称は「私」だったが、作を重ねるうちに「我輩」に変化した。
タイガ (Taiga)
声：小野坂昌也
登場作品：QMA2-6・8-輝,DS1・2,mobile1-4,LF
7月28日生まれ。178cm。O型。年齢不詳。
COM名：ドラゴン/カープ（レア名：ダニエル/エイリやん）
魔法名：ブレイジング タイガー
ホウキ：大きいホウキにふんぞり返って乗っている。ヒモは白。賢者の扉ではホウキの装飾が他のキャラと異なり、ディフェンス型では後部にレーシングカーのようなウイングが、アタック型では後部に長い排気口がつく。
QMA2の優勝時：黒のビキニパンツ。肉体はマッチョだが、サンダースのようなビルダー体型のマッチョではなく、ボクサー体型のマッチョ。ビキニパンツのアバターはPASELI購買部で「私服水着」として購入でき、「タイガーストライプ」もビキニパンツ形となる。
生徒クエスト：西の方角にある学校から転校してきたというタイガだが、正確な場所と転校の理由を知る生徒はいない。人づてに聞いたという生徒によって異なる情報が錯綜するが、当の本人にとってはどうでも良い事であった。タイガは転校前に起こしたという騒動と当時に呼ばれていた異名を何となく思い出す。
誕生日記念通り名：「西から来た伊達男」
TG通り名：「西宮 大牙」
LFでのデフォルトジョブ：ファイター
初登場：QMA2から登場した他校（西の方）からの転校生。
外見：濃い茶色の髪をオールバックにしている。他の生徒と異なり、ロックアーティスト風の服（他校の制服）を着ている。QMA5からは両腕に刺青のようなものが施されている。
得意ジャンル：社会、苦手ジャンル：アニメ&ゲーム
関西なまりのしゃべり方をする。リエルの事を「リエリエ」、さらにはロマノフの事を「ロマやん」と呼ぶなど気さくな性格をしているが自分のセンスを悪く言われると我慢できない。
誕生日はなにわの語呂合わせ。DS版では、賢者を目指す理由はお金を貯めて単車を買って乗り回すという事になっている。同じくDS版でフランシスの駄洒落に対し愚痴る、笑いに厳しい様子も見せる。
ユウ (Yu)
声：佐藤利奈
登場作品：QMA3-輝,DS1-2,mobile2-4,LF
3月3日生まれ。153cm。O型。年齢不詳（QMA6のクエストによれば、ラスク・アロエよりは年上）
COM名：イオリ/チヒロ
魔法名：エターナル ライト
ホウキ：横向きに座る。
生徒クエスト：アカデミーに飛び級で入学する事ができたユウ。本来そこまで学力などを持っていないはずの彼がなぜそれを実現できたのか。アカデミーの教師となった姉、サツキが生徒時に使用していた教科書を見ていたユウはある事に気づき、あるものを取り戻す。
誕生日記念通り名：「心優しい姉思い」
TG通り名：「橘 優」
LFでのデフォルトジョブ：ヒーラー
初登場：QMA3（ユウ単体としての登場作品はQMA6-扉,DS2。初登場はQMA6）
外見:茶髪の中性的な少年。
得意ジャンル：芸能、苦手ジャンル：スポーツ
DS版においてラスク・アロエと同じ飛び級であることが明言された。QMA3-5までは姉のサツキとペアになっていたが（詳細は後述）、QMA6以降プレイヤーキャラクターとしてサツキと分離した。サツキが蘇る経緯において、ユウはそれまで（QMA5まで）の記憶は失っていることになっている。ラスクと仲が良く、DS版・TG以降のアーケード版・LFでは彼のことを「ラスくん」と呼んでいる。
QMA6では、ユウのキャラクターアニメーションはすべて新規に造り起こされており、新しいキャラクターデザインは中性的な容姿にデザインされていたQMA5までよりは成長した外見となっている。「好きなもの＝年上の女性」という設定があるが、サツキ以外の女性に興味を示す描写はない。
ユウ&サツキ (Yu & Satsuki)
声：佐藤利奈
登場作品：QMA3-5,DS1,mobile2-4
COM名：イオリ/チヒロ（サツキのCOM名は設定無し）
ホウキ：横向きに座る。ヒモは黄。
QMA3-5ではユウの背後にサツキが背後霊として憑いていた。ユウは事故で一度亡くなっているが、アカデミー生徒で賢者だった姉であるサツキの禁術で復活。代わりに姉のサツキが霊体となり、一部の人間しかサツキを見ることが出来なくなった。ユウは1人でいることが嫌い。また、特別にサツキがユウにヒントを教えることが許可されている（これはゲーム上の設定で、囁きかける描写もあるが、プレイヤーにヒントが与えられることはない）。
QMA3ではサツキの声は小さくて非常に聞き取りにくく、また問題回答時にしか喋らなかったが、QMA4になってからは声も大きくなり、デモなどでもユウの言葉に合わせる形で喋るようになった。
QMA4での賢者昇格シーンでは、他のキャラクターは教師であるロマノフとの会話であるが、ユウについては、生徒キャラクターの中で唯一ロマノフとではなく、サツキとの会話であった。
QMA5にてユウにお仕置きが執行される際、サツキがユウを身を挺して守るアクションがある。
QMA6のストーリー中でサツキが蘇り、教師になった経緯が説明されている（後述の教師としてのサツキの項目を参照のこと）。
ハルト (Hald)
声：福山潤
登場作品：QMA7-輝,LF
1月4日生まれ。173cm。O型。
COM名：ケント/ライト
魔法名：テリブル ジャッジメント
初登場：QMA7で追加。
ホウキ：椅子に座って飛行する。バランス型は普通の椅子、ディフェンス型はソファー、アタック型は折りたたみ椅子。
誕生日記念通り名：「真実の探求者（自称）」
TG通り名：「綾小路・ヴィ・春斗」
LFでのデフォルトジョブ：レンジャー
外見：薄紫系の髪で眼鏡をかけた、細身の生徒。
得意ジャンル：アニメ&ゲーム、苦手ジャンル：社会
「世界の真実を追い求めている」と自称しており、高いテンションでの大変な自信に満ちた言動が多く、いわゆる“邪気眼”的な言動を頻出する。一人称は「俺」。
正解時のフィンガースナップ（指パッチン）の動作には専用効果音がつく。
リック (Rick)
声：日野聡
登場作品：QMA7（Ver.UP後）-輝,LF
10月31日生まれ。170cm。A型。
魔法名：雷轟波
COM名：シン/マルク
初登場：QMA7のアップデートで追加。
ホウキ：ホウキの上で胡座をかいている。
誕生日記念通り名：「実直格闘少年」
TG通り名：「六道 陸」
LFでのデフォルトジョブ：ファイター
外見：やや跳ねた明るいブロンドの髪で、地上のアカデミーの格闘学科制服である袖なしの黒装束を着ている。筋肉質な体格で、鼻筋に横一線の傷跡がある。
得意ジャンル：スポーツ、苦手ジャンル：芸能
ダンジョンを探索していたが、第一アカデミーが地上に墜落した際にダンジョンに閉じ込められたために脱出に手間取り登場が遅れた、という設定になっている。
成績優秀な生徒だが、元は運動は苦手だった。ある時魔物に襲われ、武闘家に助けられたことがきっかけで、己の身体を鍛えるため格闘学科に入った。快活だがむやみに声は上げず、常に気を抜かないストイックな性格。一人称は「俺」。

#### DS版オリジナル男子生徒
クロニカ (Clonica)
声：緑川光
登場作品：XV（非プレイアブル）,DS1・2,LF
9月12日生まれ。173cm。A型。年齢不詳。
COM名：ミルト/リッキー/タロニカ/タケーム
ホウキ：ヒモは黒。
LFでのデフォルトジョブ：ファイター
初登場：QMADSで追加。
外見：黒髪で長身の少年。
謎の多い生徒。カレーライスと本音と黒色が好き。はんぺんと建前と白色を嫌う。ライラの双子の弟。
QMADSではある条件を満たすと、プレイヤーキャラクターとして使用可能になる。ただし、アカデミーモードで使用可能になるにはかなり厳しい条件をクリアしなければならない上、ストーリークリア後の状態（つまり、賢者以降）でしか使えない。
QMADS2ではストーリーモードをクリアすれば使用可能。なお、DS2では全ての生徒に生徒クエストが4つずつ用意されているが、クロニカの4つ目のクエストはストーリークリア後に出現するうえに内容がケイオスと絡むものとなっているため、彼のクエストを全てクリアするためにはセラ・ケイオスを解禁する必要がある。
2018年9月、LFにて10年ぶりに操作可能キャラとして復帰。ただし、個別ストーリーを除く新ストーリーは用意されていない。
2019年9月12日にはXVのストーリーに登場。LFの断章を基にしたリコードとしてXIVですでに登場していたが、ストーリーに登場するのはAC版初。2019年9月18日からのマジック☆コロシアムでは対戦相手「黒の双星ライラ＆クロニカ」として登場する。
ケイオス (Chaos)
声：杉田智和
登場作品：XV（非プレイアブル）・DS2
2月11日生まれ。178cm。O型。年齢不詳。
COM名：カルマ/シルバー
初登場：QMADS2で追加。
外見：金髪の青年。
お汁粉と甘い和菓子が好き。辛い食べ物と努力と根性を嫌う。
魔族の血を引いており、長く生きてきた。とぼけたリアクションや話し方が特徴。
かつてはセラに魔法を教えており、そのためセラからは「ケイオス先生」「先生」と呼ばれる。
無限迷宮を10周すると使用可能になる（2010年3月12日からはアカデミーモードをクリアした状態でWi-Fiに接続すると解禁されるようになったが、2011年4月27日に接続サービスは終了している）。

### 女子生徒
ルキア (Ruquia)
声：桑島法子
登場作品：QMA1-6・8-輝,DS1・2,mobile1-4,Sp,LF
10月10日生まれ。156cm。O型。QMA1では14歳。
COM名：ディアナ/ヒルダ
魔法名：ローリング スカーレット
ホウキ：赤いリボンを付けた杖に乗っている。DS版において、この杖は前述の大賢者の持っていた物に限りなく近い物だという事が、本人の口から語られている。
生徒クエスト：幼いころに高い木へ登って落ちた所を助けてくれた賢者に憧れて、自分も賢者になることにしたというルキア。そんな高みを目指す彼女が木に登ったのは、高い場所も好むためなのか。当時、目が眩むほどの高さまで登っていたルキアはその恐怖を打ち消すために何かを考えていた。
誕生日記念通り名：「元気印のポジティブ少女」
TG通り名：「あきる野 るきあ」
LFでのデフォルトジョブ：モンク
初登場：QMA1
得意ジャンル：ライフスタイル、苦手ジャンル：理系学問
外見：セミショートのピンクの髪に髪飾りをしている少女。登場する生徒の中で胸が最も大きい。問題の正解時に胸が大きく揺れるアクションが実装されている。
体育会系で活発だが、細かいことを考えるのと知恵の輪が苦手。幼い頃に登った高い木から落下したところを、ある大賢者に助けられたことから大賢者を目指すようになる。このエピソードは生徒クエストにて語られている。
OVA版では主役の位置に。性格は上記の通りだが、魔法の失敗による度重なる不祥事で、魔法石獲得数は常に最下位という学園屈指の問題児という設定。また、OVA（BD版）の購入特典e-AMUSEMENT PASSでは夢の中で活躍するシーンが使用されている。
シャロン (Shalon)
声：浅野真澄
登場作品：QMA1-輝,DS1・2,mobile1-4,LF
11月11日生まれ。157cm。B型。QMA1では14歳。
COM名：トゥエット/レイア
魔法名：シャイニング サンダー
ホウキ：横向きに座る。ヒモは黄（金?）で、蝶結びにしている。
生徒クエスト：屋敷の一室で少女と若いメイドがティータイムを優雅に過ごす。その屋敷のお嬢様であるシャロンはメイドとの会話の中で、それまで知らなかったあるものの存在を聞かされ驚く。そして自分の中にも潜在していたある力に気づいたことで、彼女の人生は大きく変わり始めだす。
誕生日記念通り名：「不器用お嬢様」
TG通り名：「平小路 紗絽」
LFでのデフォルトジョブ：レンジャー
初登場：QMA1
得意ジャンル：文系学問、苦手ジャンル：アニメ&ゲーム
外見：長い金髪の少女。また、ミニキャラのアクションが彼女のみCOMと人間プレイヤーで異なり、人間の場合は他のキャラと同様に右下のキャラに合わせたアクションをするが、COMの場合は正解、不正解共に顔文字風の表情になる。またQMA3以降（QMA6除く）コンティニューをした時に正解時アクションではない別パターンのアクションをするなど、他のキャラにない特徴がある。QMA5以降の特定の全身アップ画面やOVAでは、縁をレースで飾った黒のガーターストッキングを身に付けている姿が確認できる。
富豪の令嬢で高飛車。アイコ登場前は、画像などで判別する限り、飛び級組とを除けば女子生徒の中で一番胸が小さいとみられる。筋が通らないこと、見透かされることが嫌い。英才教育を受けていたが、冷たい反応しかしない父を賢者になって見返してやろうと思い、アカデミーに入学した。当初は自身に魔法能力が備わっていることすら知らなかった。
QMA3から「少し強情で、本音を口にするのが苦手」という設定（ツンデレ）が加わった。
プレイヤーの人気は高く、QMA3ではキャラクター別のスクールポイントの上位500位のポイント数が最も高かった。QMA4では2007年11月末日までに登場キャラクター中最速で500名以上の「宝石賢者」を輩出した。
好物はダージリン・ティー。
QMA7の限定版e-AMUSEMENT PASSは彼女のイラストとなっている。また、OVA（BD版）の購入特典e-AMUSEMENT PASSではネコミミを装着して喜んでいるシーンが使用されている。
『ラブプラス＋』のミニゲーム『もえろ! 対戦ぱずるだま』にはメディアと共にゲスト出演。
また、『コナミネットDX マジックアカデミーぱずるだま』にも登場しており、両方に登場しているのは彼女だけである。
クララ (Clala)
声：田村ゆかり
登場作品：QMA1-6・8-輝,DS1・2,mobile1-4,LF
6月6日生まれ。152cm。A型。QMA1では14歳。
COM名：ファニー/ナタリー（レア名：トモちゃん/ドクターコハ）
魔法名：クラスター フラッシュ
ホウキ：横向きに座る。ヒモは赤で、蝶結びにしている。白服時はホウキではなく前述の「不思議な杖」に座っていた。
生徒クエスト：ほうきを捜していたクララはふとある出来事を思い出す。ほうきに乗って飛ぶことが苦手であった彼女はそれを克服するため一人で特訓していた。しかし何度やってもうまく飛べず池に落下してほうきを無くしてしまう。
誕生日記念通り名：「おさげ髪のがんばりやさん」
TG通り名：「倉敷 くらら」
LFでのデフォルトジョブ：ナイト
初登場：QMA1。QMA1のキャラクター紹介では女子生徒の中で最初に登場していた。
得意ジャンル：文系学問、苦手ジャンル：理系学問
外見：茶髪を三つ編みにしている少女。眼鏡をかけている。QMA1とQMA2以降ではキャラデザインに違いが見られ、QMA1は若干表情がきつく、三つ編みの太さ等も違う。QMA3では賢者昇格後に白服に着替えると眼鏡を外す。QMA4からはカスタマイズアイテムの一つとして「コンタクトレンズ」が登場し、任意で眼鏡を外せるようになった。QMA5以降は立ち絵では眼鏡を外さなくなった。
お菓子作りが趣味の優等生で、本人の誕生日イベントでは「お誕生日おめでとう」と言ってくれたシャロンにお礼としてビスケットをプレゼントするが、努力家の性格もあって美味しいと褒められている。賢者になるという目標はあるが、その先は考えていない。内気でホウキに乗るのが苦手だったが、努力の結果乗れるようになり、ある賢者から褒美として不思議な杖を授かる。
白服時に使用している「不思議な杖」をクララが持つに至った経緯が、生徒クエストにて語られている。
アロエ (Aloe)
声：長谷優里奈
登場作品：QMA1-6・8-輝,DS1・2,mobile1-4,LF
1月1日生まれ。140cm。A型。QMA1では11歳。
COM名：ミルス/マリー（レア名：ちよちゃん/MARS）
魔法名：エレクトリック アロー
ホウキ：ヒモは赤で、リボン風に大きな蝶結びになっている。
生徒クエスト：クラスメイトと将来の夢やアカデミーに入学した理由を話すアロエ。彼女の一見変わった制服の着こなしの訳を知った級友から、牛乳を飲むことを勧められる。見た目にも説得力がある人物の意見に大きな期待を持つアロエであったのだが、ある生徒の言葉によってその期待は小さくなってしまう。
誕生日記念通り名：「歩く天真爛漫」
TG通り名：「小山内 あろ江」
LFでのデフォルトジョブ：ヒーラー
初登場：QMA1
得意ジャンル：アニメ&ゲーム、苦手ジャンル：スポーツ
外見：赤色の長い髪に特徴的な大きなリボンをしている少女。「すぐに大きくなる」ということで買ってもらった第一アカデミー制服が、大きいことで悩んでいる。そのため上着をワンピース風に着ておりスカートをはいていない。幼い部分を前面に押し出した結果、QMA2より茶髪から赤髪で髪型がツインテールに変わったが、TGの制服はサイズが合っているため、スカートを着用している。QMA6ではQMA1の髪型を再現した専用のウィッグを購買部で販売している。
幼い頃から優秀でしっかりした性格であり、ラスクやユウ同様飛び級している天才少女だが、その反面怖い話やおばけが苦手という年相応の面もある。弱点はまだおねしょの癖があり、11歳になっても時々おねしょをして朝、濡らしてしまった布団やパジャマや下着を干す姿が寮内で見られることがある。後述のような水に関する夢を見たり、怖い話を聞くとトイレに行けなくなって翌朝はおねしょをしてしまうようだ。医者の父、看護師の母との間に生まれた。
『マジックアカデミー通信vol.1』で発表された第1回キャラクター人気投票で1位に選ばれた。
同社の音楽ゲーム『pop'n music13 カーニバル』にゲスト出演した。勝利アクションで、水を被る夢を見た結果おねしょをして布団に世界地図を描いてしまい、朝になってから後始末で干す姿が見られる。『pop'n music Sunny Park』でもQMA賢者の扉Season2の決勝戦BGMの担当キャラとなっている。
PSP専用ゲームソフト「メタルギアソリッド ポータブル・オプス+」で「クイズマジックアカデミー兵」として、ミニキャラのアロエがデザインされた兵士が登場する。
QMADS2のコナミスタイル特典のe-AMUSEMENT PASSは彼女のイラスト（QMA5/6の優勝絵）となっている。QMAトレーディングカード特典のマラリヤデザインのe-AMUSEMENT PASSとは背景がつながっている。なお商品構成によっては両方が付属する。OVA（BD版）の購入特典e-AMUSEMENT PASSではティーカップを持っているシーンが使用されている。
マラリヤ (Malariya)
声：永島由子
登場作品：QMA1（Ver.UP後）-6・8-輝,DS1・2,mobile1-4,LF
7月7日生まれ。157cm。AB型。年齢不詳。
COM名：アザリン/イザベラ
魔法名：電子ビーム
ホウキ：横向きに座る。ヒモは紫で、蝶結びにしている。
生徒クエスト：転校の理由が謎につつまれ謎めいた発言と謎の制服で謎が謎を呼ぶ謎の転校生マラリヤ。彼女が賢者を目指している理由は『賢くなる薬』を作るためだという。学校の調理場である薬を作る実験をしたのだが失敗に終わってしまう。しかしそれは彼女にとって失敗であったのかはまた謎である。
誕生日記念通り名：「プワゾンガール」
TG通り名：「毒島 闇子」
LFでのデフォルトジョブ：レンジャー
初登場：QMA1稼動当初は使えず、2004年1月のバージョンアップで追加された。
得意ジャンル：理系学問、苦手ジャンル：ライフスタイル
外見：紫色の長い髪の吊目で無口な女性。他の生徒とは異なる紫色の魔女風の服を着ている。TGでは縦線の入ったセーターを下に着用。
無表情にて冷淡、感情の籠らないニヒリスト然として、エキセントリックな言動をする。QMADS2では、他の生徒に怪しげな手料理をほぼ強制的に食べさせる描写もある。
サンダース同様他校からの転校生だが、転校の理由は本人も知らない。賢くなる薬を作るために賢者を目指していると本人は語る。他人が見ると悲鳴をあげるような生き物を可愛がっているらしい。教師であるロマノフにも尊大な態度を取る事もある。
QMA6のクエストにおいて「中々右上のやつ(スキップボタンと思われる)押さないわね」、天の学舎や暁の鐘では「そういう設定」、EVOの誕生日イベントにおいての「移動描写は省略」「(チャットスタンプは)無条件配布ではないからトーナメント・NEOかグリバス・EVOを頑張れ」といった発言をしたほか、LFに至ってはトーキョーを訪れた際にQMAの筐体の前にハルトを連れて行く(ハルトは激しい頭痛を訴えていた)など、メタ的な行動、発言をすることがよくある。
QMAトレーディングカードのコナミスタイル特典のe-AMUSEMENT PASSは彼女のイラスト（QMA5/6の優勝絵）となっている。QMADS2特典のアロエデザインのe-AMUSEMENT PASSとは背景がつながっている。なお商品構成によっては両方が付属する。
『チェイスチェイスジョーカーズ』にグリム・マラリヤとともにゲスト参戦している。
ユリ (Yuri)
声：広橋涼
登場作品：QMA2-輝,DS1・2,mobile1-4,LF
12月1日生まれ。159cm。O型。年齢不詳。
COM名：ナツミ/サラ（レア名：かれいなほし）
魔法名：スーパーウルトラ大パンチ
ホウキ：デッキブラシに立ち乗りしている。ブラシの部分は本人はこだわりをもち、これが一番速いと気に入っている。賢者の扉ではバランス型がデッキブラシ、ディフェンス型がモップ、アタック型がスクイージー（床の水を掃くT字型の掃除用具）。
生徒クエスト：格闘系学科の生徒であるユリ。体を動かすことが好きな彼女は格闘術の鍛錬には熱心であったが頭を使う学業の方は疎かにしていた。そんな彼女がある格闘大会に出場したのだが試合では負けてしまう。優勢であったはずが惨敗したユリは観客と相手に罵られ自分の弱点に気付きその場に泣き崩れる。
誕生日記念通り名：「案ずるより拳が速し」
TG通り名：「大拳 百合」
LFでのデフォルトジョブ：ファイター
初登場：QMA2
得意ジャンル：スポーツ、苦手ジャンル：文系学問
外見：青い髪をポニーテールにしている少女。活発で腕力に自信有り。他の生徒とは異なる腹部を露出した制服は、所属している「格闘学科」の制服。TGでは上着がジャージーで下着がミニスカート。
同じ体育会系ということで、ルキアと仲がいい。ラジオドラマでは、トラブル続きのアメリアクラスに興味をもち編入してくるが、その際レオンと揉めてしまい、以来犬猿の仲となる。一方で、本人の誕生日イベントでは、悪い点数を前に文武両道は難しいと嘆いた挙句にトレーニングを止めて勉強に専念しようとするが、そこに現れたガルーダから本来目指すものから逸脱する愚かさを指摘された上で「拳に勝る雄弁無し！！」との言葉を贈られ、互いにハイになるも最後には「勉強しなくてもいいということではない」と忠告された。
ヤンヤン (Yang Yang)
声：大原さやか
登場作品：QMA3-6・8-輝,DS1・2,mobile2-4,LF
12月12日生まれ。151cm。B型。年齢不詳。
COM名：ユンユン/ヨンヨン（レア名：JUN）
魔法名：泰山風雷来拳
ホウキ：しがみつくように乗っている。ヒモは赤で、蝶結びにしている。
生徒クエスト：とある村から、一人の少女が街へ旅立っていった。賞金を目当てに麻雀大会へ出場することにしたというヤンヤンは優勝した時の事を考えながら森の中を歩いていた。そして道に迷って何か光るモノを拾ったり得体の知れないモノに襲われたりしながら辿り着いたその場所は魔法学校の校舎であった。
誕生日記念通り名：「九蓮宝燈的役満娘」
TG通り名：「楊楊」
LFでのデフォルトジョブ：モンク
初登場：QMA3
得意ジャンル：ライフスタイル、苦手ジャンル：社会
外見：茶髪をおだんごに結っている少女。飛び級組を除き一番背が低いが、女生徒の中ではルキアとメディアとヴァニィに次いで胸が大きい（揺れるようになったのはQMA6になってから）。第一アカデミーではスカートをはかない代わりに、制服の上着のすそを長くしてチャイナドレス風に仕上げている。QMA5以降はスカートをはいているが、同様にスリットが入っている。TGでもスリットの入ったミニスカートを着用しており、脚部の露出度が高い。
中国人風。「アル」という語尾が特徴的。2005年当時の中国における反日活動を意識して設定された。QMA4までは、不正解時にいろんなものを投げちらかしていた。怒りっぽい性格で、QMA4までの立ち絵（およびQMA6までのSDキャラ）はムスっとした表情だった。
実家は貧乏で、お金持ちは嫌いとのこと。勉強は苦手だが、手先の器用さから内職で小物を作り、売りつけている。QMA4の台詞から、麻雀大会に出場するつもりが、間違えてマジックアカデミーに入学してしまったらしい（生徒クエストが道中のハイライトと言える内容）。麻雀用語が台詞によく混ざる。
リエル (Riel)
声：後藤邑子
登場作品：QMA4-輝（プレイアブルとしては6以降）,DS1・2,LF
3月14日生まれ。156cm。A型。年齢不詳。
COM名：マドカ/コロン
魔法名：エクスチェンジ ライト
生徒クエスト：購買部の掃除をして焼却炉へゴミを運んでいたリエルは中庭で呪文を唱えるユウの声に気付いて近づいてみる。すると突然体が何かに吸い込まれ、不思議な空間へ飛ばされてしまう。途中エリーザと遭遇しさらに混乱したままその空間を抜け出したリエルはそこで行方不明だった親友の姿を見つける。
誕生日記念通り名：「はわわわ購買部員」
TG通り名：「秋内 理恵」
LFでのデフォルトジョブ：ヒーラー
得意ジャンル：社会、苦手ジャンル：スポーツ
外見：アカデミー商業科の生徒。商業科の制服であるメイド服風の制服を着用し、腰には大きながま口を下げている。
QMA3の公式サイトのグッズ紹介ページ「購買部」で初登場した緑のショートヘアの女性。プレイヤーの生徒より年上の上級生の設定だが、購買部の店員として誰にでも丁寧な態度を取るので、上級生と気付かない後輩も多い。
QMA3の時点では名前は不明だったが、QMA4からはゲーム内でも登場し名前やプロフィールが判明する。ただしQMA5まではプレイヤーキャラとしては選択できず、予習ジャンル選択時に行くことができる「購買部」と、新規プレイ時に行われる学校案内のナビゲート役として登場した。
QMA6（DS版では2）からは、プレイヤーキャラとして選択・使用可能となった。それに伴い、新規プレイ時に行われる学校案内のナビゲート役をサツキに譲ることになったが、購買部では従来通り彼女が案内役を担当する。
サツキとは親友であったが、幽体となったサツキの姿を見ることは出来なかった。
店員らしく、好きなものは便利な道具。他にアップルパイ・紅茶（アッサム）。嫌いなものはニセモノと“黒い悪魔”（虫）。
QMA4では購買部の画面で彼女の胸を触ると泣き出し、3回目には「先生ー!」と言いながら購買部を強制閉店してしまうイベントが起きる。QMA5では魔法で防御（手で弾く動作をしているため魔法か物理的防御かは疑問だが）しているが、プレイヤーが魔導士以上になると破れる。その場合一発で退店させられる。
QMA6、QMA7では胸に触ることができなくなったが、QMA8以降は「PASELIで購入」でのみこのイベントが発生する（ただし、QMA7以降（稼動初期除き）、彼女を含めた女子生徒の優勝絵で胸の部分に触れると他の部分に触れた時と違う台詞が流れる仕様になっている）。
熊の外見をした商業科独自のマジックペット「くまきゅう」を所持している（2007年7月25日アップデート時に登場。このペットに姿を変えるには、購買部に売られているあるアイテムを必要とする）。
QMA5の限定e-AMUSEMENT PASSは彼女のイラストとなっており、特典アイテムとして彼女が身につけているものと同じデザインのがま口が手に入り、マイルームでプレイヤーキャラに装備させることができる（のちに一般アイテム化）。また、e-AMUSEMENT PASSの材質変更による耐久性向上はこのカードより行なわれている。
キャラクター名のリエル（カンボジアの通貨）、QMA6より設定されたCOM名・マドカ（漢字で書くと円＝日本の通貨）、コロン（コスタリカやエルサルバドルで使われる通貨）には、いずれも通貨単位という共通点がある。
OVA1では複数シーンで登場するが、台詞は一切無い。ラジオドラマでは購買部での活躍をテーマにした話がある。OVA2ではジャケットのイラストをシャロンと共に飾っている。
アイコ (Aiko)
声：釘宮理恵
登場作品：QMA7-輝,LF
7月1日生まれ。155cm。B型。年齢不詳。
COM名：マイコ/ミイコ
魔法名：いかずちのまほう
誕生日記念通り名：「普通の女の子」
TG通り名：「相沢 愛子」
LFでのデフォルトジョブ：モンク
初登場：QMA7
得意ジャンル：芸能、苦手ジャンル：文系学問
外見：少し伸ばした襟足をはねさせた茶色の髪に、黄色のヘアピンを2本つけている（TGではクロスさせている）。目が大きく、飛び級組を除いて最も胸が小さく、常にリアクションが大きいのが特徴。
これといった取り柄はなく、特別な家庭環境にあるわけでもないが、ポジティブに学業に邁進する少女。
マヤとは昔からの親友で、マジックアカデミーに入学したのも、マヤが入学を考えていたことによるもの。「アカデミーアドベンチャー」モードのシナリオの一つ、『光と闇の対決』ではアイコとマヤの親密な会話が登場し、アイコはマヤのことを「マヤちん」の愛称で呼んでいる。ほかの生徒に対しては原則呼び捨てだが、ハルトに対しても「はるっち」と呼んだことがある（グリム・サンダース戦）。
メディア (Media)
声：喜多村英梨
登場作品：QMA7-輝,LF
4月14日生まれ。162cm。B型。年齢は5歳前後。
COM名：アンジェ/マリア
魔法名：デトックス フラッシュ
ホウキ：注射器に乗っている。選択ジャンルにより内容液の色が変化。
誕生日記念通り名：「陽気なメディカルエルフ」/「桃衣の天使」
TG通り名：「芽出愛 桃」
LFでのデフォルトジョブ：ヒーラー
初登場：QMA7（同作のロケテストで、他の新キャラに先だって先行公開）
得意ジャンル：理系学問、苦手ジャンル：社会
外見：リディア同様エルフ族で、医療科に所属する。医療科制服としてピンク色のナース服を着用しており、髪の色もピンク色。胸の大きさはルキアといい勝負。TGでもピンク色の服を着用し、髪を束ねている。
ぶりっ子な一面も見せるが、温厚でどこか余裕のある性格。実は生徒の中では最年少。この世界のエルフ族は成長が非常に早く、6・7歳で成人の体躯となった後は100年近く老衰が起きないという特徴がある。そのため、外見は15歳だが、実年齢は5歳程度。かつてアロエの父の病院で世話になったことがあり、当時はアロエを姉のように慕っていた（その名残か、今でも「アロエお姉ちゃん」と呼んでいる）。
LFでは第七アカデミーの生徒を「アイアイ」、「マヤマヤ」、「みゅんみゅん」などニックネームで呼んでいた。
『ラブプラス+』のミニゲーム『もえろ! 対戦ぱずるだま』にはシャロンと共にゲスト出演。
ミュー (Myu)
声：竹達彩奈
登場作品：QMA7-輝,LF
6月7日生まれ。140cm。AB型。年齢不詳。
COM名：シュー/ニュー
魔法名：マイクロ デストロイヤー
誕生日記念通り名：「ぽわぽわ不思議少女」
TG通り名：「壬生 美夕」
LFでのデフォルトジョブ：レンジャー
初登場：QMA7
得意ジャンル：アニメ&ゲーム、苦手ジャンル：ライフスタイル
外見：髪型は紫のショートカットでくせ毛が立っており、制服に合わせたリボンを付けている。制服に関してはアロエ同様、上着をワンピース代わりに着用しており、スカートを穿いていないほか、体温が高めで暑がりなため、肩を出した風通しの良いデザインに仕立てて使っている。
ラスク・ユウ・アロエと同じく飛び級で入学した。
無口で感情表現は乏しいが、その時の感情によって本人の意図と無関係に魔法が発動する体質。昇級時などゲーム中の一部のアクションで、この設定を反映したエフェクトが見られる。口調は「〜です」と丁寧で擬音語・擬態語を良く用いる。
不正解の時、たまにマジックペットの熊のようなキャラが肩付近に登場する。名前はマーティで、通称「トンちゃん」。「トンちゃん」は担当声優の竹達が出演する別のアニメ『けいおん!!』に登場するカメと同じ名前だが、初出はQMAの方が先で、単なる偶然である。なお、暁の鐘ではトンちゃんの出番が大幅に増え、マジック☆コロシアムでの勝利時にはミューと一緒に大喜びし、逆に敗北時にはミュー共々ボロボロになっている姿が描かれている。また、ミューは検定試験の「童謡・児童文学」のバナーイラストでトンちゃんと共に登場するが、彼女はトンちゃんつながりで女子ながら金太郎の姿をしている。また、「温泉」のバナーイラストでは温泉でのぼせたトンちゃんが登場する。
本人の誕生日イベントによると、成長すれば先述の魔法が発動する体質も改善されて安定し、家族も安心させられるらしいが、これによってトンちゃんがどうなるのか心配している。
マヤ (Maya)
声：加藤英美里
登場作品：QMA7（Ver.UP後）-輝,LF
5月18日生まれ。156cm。A型。年齢不詳。
COM名：マコ/マミ
魔法名：ライトニング フォトン
ホウキ：横向きに座る。
誕生日記念通り名：「巻き込まれ系委員長気質」
TG通り名：「黒守 摩耶」
LFでのデフォルトジョブ：ナイト
得意ジャンル：文系学問、苦手ジャンル：芸能
外見：黒いロングヘアでツリ目気味。シャロン同様、コンティニュー時のアクションが正解時とは別のパターンとなっている特徴がある。TGでは後髪を下のほうで束ねている。
リックと同じくダンジョンを探索していたが、第一アカデミーが地上に墜落した際にダンジョンに閉じ込められたために脱出に手間取り登場が遅れた、という設定になっている。
生真面目な性格だが、寂しがり屋な一面もある。
アイコとは昔からの親友で、何かと色々な事件に巻き込まれることが多い。「アカデミーアドベンチャー」モードのシナリオの一つ、『光と闇の対決』ではアイコのことを「あんた」の親称で呼びほかの第七アカデミーの生徒も呼び捨てだが、第一アカデミーの生徒は「さん」「君」づけで呼んでいる（アロエはちゃん付け）。
初期の企画段階では商業科の生徒で、ネコミミや首輪といったアクセサリーを身に着けているという設定だったことが『月刊アルカディア』2010年6月号のキャラクターデザイン担当へのインタビューで明かされた。
ヴァニィ(Vany)/ヴァネッサ(Vanessa)
声：照井春佳
登場作品：暁-輝（プレイアブルとしてはEVO以降）
12月5日生まれ。156cm。AB型。
COM名：レプス/ラビィ
魔法名：ヴァリアブル バーニング(ヴァニィ)/ヴァリアブル バニッシング(ヴァネッサ)
誕生日記念通り名：「マシンガントーカー」
TG通り名：「刃覇 小兎」
得意ジャンル：芸能、苦手ジャンル：理系学問
QMA暁の鐘で司会進行・実況担当を務める女子生徒。うさぎ耳のようなヘアバンドをつけ、第一アカデミーの制服をバニーガール風に改造して着用している。これは実況用の姿で、普段は普通の制服を着ている他、眼鏡を掛けている。胸が大きい。放送部と新聞部を掛け持ちしている。TGでは転移の扉の機能停止によってトーキョーの世界に行けなかったため、アカデミーで待機している。EVOでは転移の扉が機能停止せず、暁の賢者の面々と同行できたため、プレイアブルキャラとして登場。特定のアイテムを着脱することによって、実況用の姿と普段の姿を切り替えることができる。作中では実況用の姿を「ヴァニィ」、普段の姿を「ヴァネッサ」と呼んで区別している。
普段は大人しいが、マイクを持つと人格が一変する。実況中は常にハイテンションで瞳を輝かせている。
ヴァルアドス校長の孫娘であるが、周囲に公にはしていない。ただし会話の中でうっかり口を滑らせそうになることがある他、自身に祖父がいること自体は普通に語っている。また、TPOに応じて祖父を面と向かって「校長先生」と呼ぶこともある。
ウサギとバトル実況と特ダネを好み、ガセネタを嫌う。

#### DS版オリジナル女子生徒
ライラ (Laila)
声：中原麻衣
登場作品：XV（非プレイアブル）,DS1・2,LF
9月12日生まれ。158cm。A型。年齢不詳。
COM名：クレマンス/ミチカ（レア名：マツヤマーン/つるかめ）
ホウキ：横向きで乗る。ヒモは黒で、蝶結びにしている。
LFでのデフォルトジョブ：ヒーラー
初登場：DS版で追加。
外見：声が低く中性的な言い回しが特徴。
ロマノフの推薦でアカデミーにやって来る。両親がロマノフの知己で、入学まで何かと面倒をみて貰っていた。その両親は行方不明となっており、双子の弟のクロニカもある日を境に姿を消していたが、アカデミーモードのあるイベントでクロニカと遭遇する。
賢者になること以外眼中にないように見えるが、本質は純粋な心をもち、言動にも裏表もないいわゆる清純派タイプ。小鳥と純粋な物事を好み、表裏のある人間、他者に迷惑を掛けることを嫌う。
クロニカ同様、ある条件を満たすと、プレイヤーキャラクターとして使用可能になる。クロニカと同様、アカデミーモードで使用可能になるためにはかなり厳しい条件のクリアを要する上、クリア後の状態（賢者以降）でしか使えない。
2018年9月よりアプリ版のLFにおいて10年ぶりにプレイアブルキャラとして復帰した。ただし、クロニカ同様、メインストーリーでの登場はDSストーリーの回想にとどまり、個別ストーリーを除く新ストーリーは用意されていない。
セラ (Sera)
声：野中藍
登場作品：XV（非プレイアブル）・DS2
12月24日生まれ。153cm。AB型。年齢不詳。
COM名：ヤヨイ/ウインド
ホウキ：ヒモは白。
初登場： QMADS2で追加。
記憶喪失の少女。マカロンと甘い洋菓子と考えることが好き。辛い食べ物と早起きが嫌い。
かつてケイオスから魔法を教わっており、そのためケイオスのことを「先生」と呼ぶ。
ケイオス同様、ある条件を満たすと、プレイヤーキャラクターとして使用可能になる。

## 先生
QMA1,3-5ではアメリア、QMA6からはサツキがデフォルトの担任教師としてゲームのガイド役を担当するが、QMA3以降は条件を満たす（QMA3では個人授業のスコアが一定値を超える、QMA4以降は各ジャンルの予習に一定回数以上合格する）ことによって、そのジャンルの担当教師を新たにガイド役として選択することができる。
暁の鐘では先生たちが「マジック☆コロシアム」の対戦相手としても登場する。
サツキ (Satsuki)
声：佐藤利奈
登場作品：QMA6-輝,DS1・2,LF
5月1日生まれ。160cm。O型。
初登場：QMA6
教師クエスト：事故で命を落とした弟のユウを禁術で蘇生させたため、霊体化してしまったサツキ。その姉を元の姿へ戻すにはユウが賢者の力を得る必要があった。そしてついに賢者として認められたユウは、元に戻るための魔法を使う。二人は時空を辿り、時を取り戻すがサツキは心を沈ませて涙を流すのだった。
誕生日記念通り名：「お姉さん系新米教師」
TG通り名：「橘 皐月」
ユウの姉。QMA5まではユウの背後霊だったが、QMA5で賢者に昇格したユウのアカデミーでの記憶と賢者としての力を失うのと引き換えに、ユウが死亡する前の時間まで遡って互いの死を食い止めた。QMA6では教師となったが、新米教師ということで個別ジャンルは持っておらずノンジャンルを担当。それによって、QMA5までのアメリアに代わってデフォルトでの進行役を担当することになった。
和菓子と日本神話が好き。無責任さを嫌う。新規開始時のナビゲート役もリエルに代わって担当している。QMA6の限定版e-AMUSEMENT PASSは彼女のイラストとなっており、特典アイテムは彼女が背後霊だった頃に頭につけていた天冠だった。優しい性格のため生徒へのおしおきにはためらいを感じていたが、QMA7ではおしおき魔法の意味をエリーザから聞き、戸惑いが消えたらしい。
ユウをプレイヤーキャラとして使用した場合、サツキの台詞が他のキャラクターとは一部変更される。
姉思いなユウと同じく彼女自身もユウを大切に思っており、暁の鐘の公式サイト内におけるマジック☆コロシアムのジョブ別戦い方講座の中の「サツキ先生のプリーストの戦い方講座」において、プリーストのジョブの重要性を理解したユウの頭と頬を撫でながら「ユウはなんて優秀なんでしょう！」と駄洒落要素のある褒め言葉を発している。
OVA版での教師としてのサツキは2作目のEDにのみ登場。上記の理由からおしおきはアメリアが代わって行っていた。またED曲は彼女の予習の曲にボーカルをつけたものとなっており、歌っているのもサツキ自身となっている。
マロン (Marron)
声：水橋かおり
登場作品：QMA2-輝,DS1・2,mobile1-4,LF
2月22日生まれ。142cm。B型。
教師クエスト：新聞紙らしきものを床に叩きつけて興奮しているマロン。そこにはマロンの年齢に関する記事が載せられていたのだった。自分の正体に関する秘密と自分の容姿について悩んでいるとマロンの落とした免許証を拾って届けにきた生徒が現れる。しかしそれによって秘密を知ってしまったその生徒は・・・。
誕生日記念通り名：「趣味＝職業」
TG通り名：「栗山☆マミ」
初登場：QMA2
外見：ピンク色の髪の女性。「魔法少女」の格好をしている。アニメ&ゲーム担当。寮持ち。
お仕置きの時は体を反転してマロンボー（杖）をかざす。このマロンボーは『スティールクロニクル』とのコラボイベントでは兵器として登場している。
コンピュータゲーム、特にレトロゲーム好き。自分の名前にもある栗を使ったモンブランケーキも好み、発売延期とウニを嫌う。TGの誕生日イベントによると、瘴気が発生する前からトーキョー世界のアキバやヴクロに情報収集のために行っていたと語っており、転移の扉が使えなくなったことを残念がっていた。
QMA3やQMADS公式サイトでは教員歴を伏せており、見た目とは裏腹にかなりの古株ではと思われているが、実際に17歳で教員歴は3年である。またエリーザもマロンを「17歳」としているが、「色々な意味で」そうは見えないとのこと。「実年齢や実名は魔法少女の姿を守るために公言してはいけない秘密となっている」と本人は主張するが、実際には正体を隠さなくても問題は無い。XVでは、魔法少女の後継者として後継者探しとしてアロエにコスチューム（『ボンバーガール』のモモコの衣装）を用意したり、（男子にもかかわらず）ユウに特訓を行ったりした。
台詞の中には「アレに代わって、おしおきだー！」（QMA4のお仕置き執行時)や、「頭冷やそうか・・・？」(QMA5のお仕置き執行時）など、アニメが元とされるものがある。
「マジック☆コロシアム」では最初の対戦者として、白い衣装と羽、並びにアルティメットマロンボーを身に纏った「アルティメット・マロン」として登場する。
QMAXIVにおけるエリーザならびにマロンの誕生日イベントで、魔法少女としての師匠がエリーザである事が明かされ、さらにQMAXVにおけるエリーザの誕生日イベント（エリーザの夢の中での回想）で「マロン」は魔法少女としての名前（エリーザも同じく魔法少女・マロンと名乗っていた）であり、本名が「マリオン」であることも明かされている。さらにマロンの誕生日で、14歳の誕生日に修行の末に「マロン」と教師の（雑な）引継ぎを行ったことが明かされた。
ガルーダとともに『ザ★ビシバシ』にプレイヤーキャラとして登場する。
2010年7月にKONAMIから、完全受注製フィギュアが販売された。「受注者の申し込み次第では発売されない」との注意書きもあったが、無事に発売に至った。このフィギュアには、オマケでミニガルーダフィギュアがついている。
ガルーダ (Garuda)
声：若本規夫
登場作品：QMA2-輝,DS1・2,mobile1-4,LF
8月1日生まれ。205cm。A型。
教師クエスト：過去に、魔法格闘大会へ出場したというガルーダ。超人的な力を持つガルーダと互角に戦った人間がいたという。あまりにも凄まじい魔法合戦が終わると、その会場はもう大会を続けられる様子ではなくなっていたのだった。その為にガルーダとその相手に、ある物が渡されることになったのである。
誕生日記念通り名：「爆裂熱血鳥人」
TG通り名：「ガル・ダスカラス」
初登場：QMA2
外見：「ガルーダ」という名前の通り鳥人で、筋肉質の巨漢。竹刀を手に持ち、鎧を身に着けている。
スポーツ担当。寮持ち。QMA2ではデモ中のチュートリアルでも登場していた。QMA5ではお仕置きが竹刀で十字に空を切るポーズに変わった。
トレーニング好きで、超がつくほどの熱血教師。予習のスポーツタイピングクイズで無回答でのセリフでもわかるように、怠け者を嫌う。力を抑えるため腕輪をつけているが、これはQMA6から10年ほど前に行われた魔法格闘大会の1回戦でレオンの父親と思しき男と戦った結果会場が破壊されてしまったために対戦相手の男と共に魔力を抑えるために付けられたもの。
OVA版では生徒の個性を重んじる姿勢が描かれている。また、ショートコーナーで若鶏の唐揚げ弁当（大盛り）とゆで卵を注文し、生徒たちを唖然とさせた。
マロンとともに『ザ★ビシバシ』にプレイヤーキャラとして登場する。
ラジオドラマではナレーションも担当。またQMA8の全国大会でもナレーション演出がある。
「マジック☆コロシアム」では竹刀で戦う「マスター・ガルーダ」として登場する。
フランシス (Francis)
声：檜山修之(1), 笹沼晃(2 - )
登場作品：QMA1-輝,DS1・2,mobile1-4,LF
9月21日生まれ。180cm。B型。
教師クエスト：アカデミーの書庫で何冊もの本を次々と手に取り、何か調べ物をしているフランシス。その際、偶然口にしてしまった駄洒落の評価にも余念がないのであった。そして、密かに抱いていた野望の近道となる情報を見つけ、有頂天になってしまうフランシスであったが・・・。
誕生日記念通り名：「麗しの駄洒落プリンス」
TG通り名：「富良野 右京」
初登場：QMA1
外見：紫色の長髪でマッチョな体型の男性。フリルの付いたバスローブのような服を着ている。
QMA1では予習全般を担当していたが、QMA2以降では芸能の担当に専念。寮持ち。お仕置きはタクトを持つ腕を回すポーズ。
実は校長の座を狙っているらしい。自分より美しいものを嫌うナルシストな面もあるが、外見と異なり根は真面目であり不真面目な生徒を嫌う。女子生徒に人気だが、男子生徒にも人気が出て欲しいと思っている。駄洒落好きだが、ウケというよりは苦笑を多くもらっているらしい。リディアには自慢の駄洒落がほとんど通用しない（駄洒落だと理解してもらえない）ことを悲しんでいたが、QMA7でリディアは理解した上で聞き流していたことが判明した。
暁の鐘のヴァルアドス校長の誕生日イベントにおいて、本当に次なる校長の座を狙っていることが判明したが、同時にヴァルアドス校長の底知れぬ実力を越えがたい壁と見なしている。
「マジック☆コロシアム」では巨大なオーケストラボックスに乗った「フランシス・ザ・コンダクター」として登場する。
リディア (Lidya)
声：牧島有希
登場作品：QMA2-輝,DS1・2,mobile1-4,LF
4月30日生まれ。159cm。A型。
教師クエスト：賢者達成の最年少記録を更新したというエルフ族の少女リディア。その記録を称えられることになり表彰を受けていた。そしてその会場で、彼女の年齢が明らかにされると場内の人々は驚きの声をあげてどよめく。だが、その少女が将来の夢を問われて笑顔で答えると、その言葉に人々は言葉を失い、静まりかえった。
誕生日記念通り名：「天然という名の鋭利」
TG通り名：「森野 弓美」
初登場：QMA2
外見：緑の長い髪と尖った耳をもつ、エルフ族の女性。四角の帽子、ウエストが露出した服、及びロングスカートで身を包む。
QMA2で雑学担当だったが、QMA6でジャンル名が「ライフスタイル」に変わった。寮持ち。
アーチェリーと野イチゴが好きで、お仕置きの時も雷を落とす他の先生とは異なり、矢で生徒を射る。天然ボケが入った鈍い性格。フランシスの駄洒落に気づいたことがないらしい。しかしながらQMA7のストーリー上において、実際にはフランシスの駄洒落を愛好していたと発覚。無自覚にきつい発言をする（1回戦敗退時の「無様だわ」、準決勝敗退時の「おばかさん」など）こともある。おばけが嫌い。
かつては僅か4歳で賢者となり、アカデミーの最年少記録を塗り替えた。ただし、前述のようにエルフの成長は早く、老化は遅いため、ゲーム時点での年齢は不明である。DS版ではかつて人間とエルフの間に起きた戦争を語る場面がある。
マジックアカデミー通信Vol.2の人気投票で、教員では1番の人気を得ていた。
「マジック☆コロシアム」では髪をリボンで束ね、弓道着のような服を着て弓で攻撃する「弧月の閃弓リディア」として登場する。
エリーザ (Eliza)
声：井上喜久子
登場作品：QMA5-輝,DS2,mobile4,LF
1月11日生まれ。162cm。O型。
教師クエスト：猛獣のような鳴き声をあげる魔物とそれを追う剣士の姿をした者が激しく戦う。魔法で放たれた閃光が走り、切り裂かれた魔物が爆発するその中に、剣を勢いよく振り下ろして着地したエリーザの姿が。彼女はしばらく空を見つめ、この世界で自分が成すべきことと誓いを呟くのであった。
誕生日記念通り名：「ミステリアスビューティ」
TG通り名：「宝塚 えり」
初登場：QMA5
外見：纏めた金髪にワインレッドのジャケットを身に着けている。
昔は「とあるジャンル」を受け持っていたらしい。アカデミーの先生にも教え子がいることから、教員歴が長い（「見た目」では女性講師のなかで一番年長）。なお、QMAXIVのエリーザならびにマロンの誕生日イベントにおいて、かつてはマロン先生のような魔法少女であり、マロンの師匠に当たることが明かされている。
QMA5では検定試験担当で個別ジャンルを持っていなかったが、QMA5のスペシャルサイト・宿直室にて「今度はまた違うジャンルを任される」と語っていたとおり、QMA6以降は旧雑学からの派生ジャンルである社会の担当となった。QMA6exでは引き続き検定試験担当も兼任。
コーヒー、マジックペット、ライセンス取得が好き。怠け者や、ネガティブ思考を嫌う。お仕置きは上半身を反転して気を放つポーズ。かつてはウィーズの戦友だったことが、QMA6のイベントシーンで語られている。その後は装備を受け継ぎ、QMA5の昇格試験時のみ正体を隠してウィーズを名乗っている（ウィーズの項参照）。また、ミランダとは以前からの友人である。
「マジック☆コロシアム」では魔導騎士団の鎧をまとい仮面をつけた「魔法剣士エリーザ」として登場する。
アメリア (Amelia)
声：田村ゆかり(1), たかはし智秋(2 - )
登場作品：QMA1-輝,DS1・2,mobile1-4,LF
10月7日生まれ。158cm。A型。
教師クエスト：マジックアカデミーを卒業した後、同校に教師として就任したというアメリア。生徒時に失敗を繰り返し彼女は自分を見失いかけていた。そんなアメリアを目覚めさせたのはある教師の強烈な一撃であった。しかしそれは同時に彼女にとって良くない意味でも忘れられないものになっていったのである。
誕生日記念通り名：「はっちゃけ先生」
TG通り名：「雨宮 晶子」
初登場：QMA1
外見：青色の短い髪の女性。メガネをかけている。初期の作品では三角帽子をかぶっており、外見はいかにも「魔女」のイメージ。QMA5ではメガネのフレーム材質と形が変わっている（メタルフレーム、丸→セルフレーム、楕円）。
QMA1では全国オンライントーナメント・各種選択画面など主に全般の進行役担当。QMA2は予習のノンジャンル問題で登場する。QMA3 - QMA5ではノンジャンル予習のほか、デフォルトでの進行役が彼女となっている。
お仕置きの時は杖を野球のバットのように振りかぶる。
第一アカデミーのOGで、生徒思いだが怒ると怖い。地震、雷、火事が苦手（このうち、雷が苦手になったのはロマノフが原因）。QMA5までは新米教師ということで個別ジャンルの担当を持っていなかったが、QMA6では晴れて個別ジャンル持ちに昇格。旧学問からの派生ジャンルである文系学問を担当することとなった。それによってゲーム新規開始時のデフォルトでの進行役をサツキに譲ることになったが、QMA6を新規プレイする際にQMA5のデータを引き継いでいれば、（QMA5で進行役に選択可能になった先生のデータを引き継げるため）文系学問の予習をすることなくアメリアを進行役にすることが出来た。
OVA版では個性派揃いだが成績が優れない自分のクラスの指導に悩む、苦労の絶えない担任教師として描かれている。
「マジック☆コロシアム」ではロマノフと同じデザインのローブをまとい、ロマノフの幻影とともに魔力を野球のボールをノックするように戦う「代打！アメリア」として登場する。
ウィーズ (Wiez)
声：成田剣
登場作品：QMA5・(6)・8-輝,LF
6月26日生まれ。210cm（鎧含む）。B型。
誕生日記念通り名：「金色の質実剛健」
TG通り名：「黄金井 凱」
初登場：QMA5
外見：全身を黄金の鎧で覆っており、素顔はわからない。
QMA5に昇格試験担当として登場。彼の出す課題に合格しないと上の階級に昇格できない。賢者に昇格する際に素顔が見られるイベントがあり、実はエリーザの変装であったことが判明する。
QMA6のイベントシーンより、本物のウィーズはミランダの夫と判明する。ただしミランダの回想シーンのみの登場であり、本編には登場しなかったが、QMA8では上述の長い危険な遠征から無事帰還した。教員歴もあり、ロマノフに代わり理系学問の担当として登場。魔導騎士団長という肩書をもつだけに、力の証とそれをもつ者を好み、口先だけの者を嫌う。また、生徒に対して厳格な態度で臨む（準優勝時の「所詮敗北者の一人だ」など）。お仕置きは、かざした左手から魔法陣が現れ、そこから雷を落とす。
イラストを見る限り、ガルーダと同じ腕輪をつけていることが確認できる。
「マジック☆コロシアム」ではさらに大きな鎧をまとい「ギガウィーズ」として登場する。プレイヤー敗北時にはミランダが祝福しに登場する。
ミランダ (Miranda)
声：石塚さより
登場作品：QMA1-輝,DS1・2,mobile1-4
11月1日生まれ。163cm。O型。
教師クエスト：まだ陽が昇り出す前の早朝、寝室で寝ていたミランダは金属のぶつかる音に気付き目を覚ます。その横には黄金の甲冑を装着した一人の男が立っていた。二人は言葉を交わし最後にある約束をする。仮面をかぶり、外で待っていた部隊と共に出て行くその男をミランダはその場で見送るのであった。
誕生日記念通り名：「ミラクルボディ」
TG通り名：「黄金井 魅羅」
初登場：QMA1
外見：金色の長い髪の女性。露出の高い服装をしている。女性教師陣の中では胸が大きい方だが、QMA6ではSDキャラの場合のみ胸揺れが実装されていた。手に持っているものはシリーズ作品によって異なり、賢者の扉Season2現在ではタクトを持っている。
QMA1の頃から既婚者との噂があったが、QMA3にて公式に既婚者であることが発表された。なお、夫であるウィーズは魔物の討伐に出征したまま帰って来ないことが、QMA6のイベントシーンで語られていたが、QMA8で帰還した。また、エリーザとは以前からの友人である。海水浴とお風呂好き。毛皮のコートや動物の剥製を嫌う、動物愛護派の一面もある。お祭り好き。
普段は保健室にいる、いわゆる「保健室の先生」。シリーズを通して全国大会等のイベント担当。QMA1では更に「補習」と「放課後ガチバトル」も担当していた。お仕置きは持っている扇子→タクトを振るポーズ。
QMA7から賢者の扉Season2のアップデートまで、唯一QMA4時代の立ち絵が流用されていた。
ロマノフ (Romanov)
声：郷里大輔
登場作品：QMA2-7,(8),DS1・2,mobile1-4,LF
9月13日生まれ。183cm。A型。
初登場：QMA2
外見：長い白髪と白髭をたくわえる、ローブを身に着けた高齢の男性。
教師クエスト：屈強な肉体を持った二人の男が激しい闘いを繰り広げていた。そこで闘っている一人の男は後にアカデミーの教師となったロマノフである。人々に対して反感的な言葉を口にするロマノフであったがこの闘いに敗れる。そして勝利したもう一人の男はある場所の存在をロマノフに告げるのであった。
QMA2では学問担当だったが、QMA6でジャンル名が「理系学問」に変わった。寮持ち。QMA3、4ではセンターモニターでのゲーム説明でも登場。QMA5ではお仕置きが腕を回して気を放つポーズに変わった。
教師の中ではおそらく最年長者で、魔力は相当のもの。アカデミーの秘密を色々知っていると噂される。彼のお仕置きで雷にトラウマが生まれた生徒も多々（アメリアもそのうちの一人）。酒（ウォッカ）好き。向上心を大切にしており、不心得者を嫌う。
かつては傲岸不遜な性格の筋骨隆々とした肉体派魔法戦士であったが、ヴァルアドス校長との闘いに敗れた事がきっかけでアカデミーの教師にスカウトされ、マジックアカデミーの教員となった。
QMA8ではオープニングで、二つのアカデミーが並立したことにより発生した不具合を解消するため、他の教員・生徒達を第7アカデミーにすべて退避させ、自らは「もう戻ってくることはないだろう」と言い残し、後始末のため学校を去った。シルエットと台詞のみで、明確な姿と声はない。
QMA8への引き継ぎの際、ロマノフが使用可能なデータではウィーズが使用可能になる。
2018年にアプリ版「クイズマジックアカデミー　ロストファンタリウム」において久しぶりに登場したものの、登場は過去編のみに留まっており、セリフも既に収録されている郷里のものを流用している。
ヴァル・ヴァ・ヴァルアドス (Val・Va・Valados)
声：西村知道
登場作品：QMA1・5・(6)・暁-輝
5月3日生まれ。200cm〜測定不能。A型。
誕生日記念通り名：「昇格への高き壁」
TG通り名：「刃覇 蛮」
初登場：QMA1
マジックアカデミーの校長。QMA1の入学（エントリーカードを使用した最初のプレイ）時と賢者昇格時（1回のみ）に歓迎と祝賀のエールを送る謎の男性の声が入っていたが、セリフが画面に表示され、音声が入るのみで、QMA1では名前など一切のプロフィールが不明だった。その後出番がなかったが、QMA5でようやく名前とグラフィック付きで登場。階級の昇格試験に合格すると、新階級を認定する。QMA6ではクエスト内でのみ登場。
相対した者を圧倒するほどの魔力の持ち主で、かつては強靭な肉体をもつ魔法戦士としてロマノフと闘い、彼を倒したこともある。
「マジック☆コロシアム」では最終イベント「鳴らせ、暁の鐘！最終試練ヴァヴァヴァーン！！！」の対戦相手として登場。上述のクエストでも見せた肉体を披露する。条件を満たすと暁の鐘が鳴り、エンディングとしてスタッフロールが流れる。

## その他

### アカデミー関係人物
ティアル
声：赤﨑千夏
登場作品：天・暁・XV
セレスト
声：島﨑信長
登場作品：天・暁・XV
QMA天の学舎のキーパーソンとなる妖精の双子。どちらも自分が兄・姉だと主張しているが、カエルムによると2人は同じ時に生まれた双子であって、どちらが兄でどちらが姉であるかに意味は無いらしい。
それぞれ名前は同じだが性格の違う2タイプのキャラ（以下、XVの協力プレーモードでの対戦相手名「セレスティアルズ」・「天空ズ」・で表記）が存在し、合計4タイプから進行役となる1人を選択。特定の階級まで昇格すると、対応する性格のもう片方の妖精との切り替えが可能になる。
「天の学舎」から嵐のために地上に迷い込んだ。階級を上げるにつれて妖精たちが学ぶ「天の学舎」にまつわるストーリーが展開する。また、エイプリルフール、こどもの日、七夕、お盆（迎え火）などの特定の日に、季節に応じた1日限定の妖精との会話ストーリーがゲーム開始前（キャラクターの誕生日とも重なる場合は妖精の会話→誕生日ストーリーの順番）に流れる。
QMAXVでは「天空ズ」の性格の2人がアカデミーに来る一方で、「セレスティアルズ」の2人がトーキョー世界に迷い込んでしまう。その後セイメイの尽力で、アカデミー世界にそれぞれの2人が共存できるようになった。
カエルム
登場作品：天・暁・XV
「天の学舎」の学園長で、石柱に彫られたトーテムポールのごとき姿をしている。セレストやティアルとは異なり、妖精ではなく長き時を生きる特殊な存在で、自我と豊富な知識を有する。また、クイスとも面識があるなど謎めいた一面を持つ。
マジック☆コロシアム・協力クイズバトルモードでは妖精と一緒に対戦相手として登場するが、カエルムにも複数の性格があるかどうかは不明。
クラスメイト（無名）
登場作品：DS1・2
QMADS1・2のアカデミーモードに登場する、名無しのクラスメイト。目が描かれていないのが特徴。それぞれ好きなジャンルおよび形式があり、話しかけるとクイズ勝負の一騎討ちを挑んでくる。勝負を挑んでくるジャンルは髪の色によって異なる。勝てばマジカが手に入り、負けても没収はない。またQMADS1では、ゲーム序盤、プレイヤーが修練生でいる間は、2Fへ続く階段を通行止めしている。
仲間キャラ 登場作品：DS2
QMADS2に登場する、目が描かれていない生徒キャラクター。男子は「ビスマルク」「コジロー」、女子は「メグ」「ナデシコ」などそれぞれ十数名存在する。
ゲーム内において、レオン達「オリジナルキャラ」と同様に「仲間」にすることができ、ダンジョン攻略やチーム戦にCOMとして同行させることが可能。個々に階級やパラメータをもっており、プレイヤーが正解することによって成長していくため、鍛えることによってゲーム進行が有利になる。
ダンジョン攻略で表示されるカットイン画像は男子・女子それぞれ一通りずつしかないが、ちびキャラクターは髪の色や髪型に数種類のバリエーションがあり、各々異なる。
OVAではこのほかにも格闘学科や商業科の制服を着た生徒がエキストラとして登場している。
バルハルト、ルーナ
登場作品：DS1
QMADS1において、かつて魔神を封印したのち行方不明となったと伝えられる二人の大賢者。
封印を施した時点での状況が伝わっておらず、また封印に禁呪を用いたため評判はよくない。
正体はクロニカとライラの両親。
源コウタ
QMATGのウェブコミックに登場する「暁月学園高等部」の男子生徒。1人で報道部として学校新聞を発行する傍ら「濃霧」（瘴気）の調査を行っている。ゲーム本編には未登場。
ペンを使ってグリムを切り裂く剣を作り出す能力を持つ。ペン以外にも先の尖ったものであれば剣にできる。この魔法にも似た特殊な力を何故持っているのかは本人にも不明ながら、一般人と違って瘴気の中でも活動できる。
遡ること数年前、母親が瘴気が発生した際に行方不明となっており、これが瘴気の調査を行う動機となっている。
謎の黒魔導士
声：梅原裕一郎
登場作品：LF
識神メティス
声：のん
登場作品：LF

### 敵対キャラクター
魔神エニグマデウス
登場作品：QMA5・7・XIV,LF
QMA5にて「クイズ魔神」として初登場。ラスボスと位置付けられているが、倒してもそこでゲームが終わるわけではなく、倒せなくてもペナルティはない。全国オンライントーナメントにおいて、ある特定のアイテムを手に入れた上で、特定のルートを進行するなどの条件を満たし決勝に残ると対戦可能。通常の決勝戦と異なり、決勝に残った4人が共闘する形になる。ジャンルはノンジャンルランダム固定（ジャンル・形式選択不可）12問（予習を18回合格した最高難度状態の）★5で、4人の合計点が一定点（300点）を超えれば魔神に勝ったことになる。勝敗や順位にかかわらずアイテムは消えるが、再入手すれば何度でも挑戦できる。勝利した場合は魔法石のボーナスが入り、専用のアイテムも手に入る。
QMA7では「魔神エニグマデウス」の名で再登場。ドラゴン組（アップデート後はフェニックス組でも）において虹色のクマフィーを特定数以上所持した人間4人が決勝に進出すると現れ、プレイヤー4人とノンジャンル12問の勝負をする。QMA5より難易度は下がり、4人合計で260点以上ならば勝利となる。なお、QMA7では従来の賢者昇格時でなく、魔神を撃破した時にエンディングおよびスタッフロールを見ることができ、名実ともにラスボス扱いとなった。
声は、複数のスタッフで合成した物である。
QMA8では、ジャンルごとの魔神を討伐する期間限定の「魔神討伐」モードで、各ジャンルの魔神が登場する。通常の全国オンライントーナメントと同形式の専用トーナメントが用意され、予選からすべてジャンル固定となっている。
LFでも一部クエストの最終ボスとして登場。しかし、体力と攻撃力が高い以外はアプリ版の他のモンスターと変わらない。
XIVでは協力イベントの敵キャラとして登場。通常のNORMAL・HARDの2段階ではなく凶・大凶・極凶の3段階の難易度で登場した。
クイス
声：不明
登場作品：扉・天・XV
QMA賢者の扉で魔神に代わり登場するクイズ魔龍のしもべ。顔は仮面で隠れており、ジャンルに対応した色の石がついた杖を手に持つ。「魔龍討伐」モードの進行役として登場する。結果発表の演出として魔龍が攻撃するが、クイス自体は特に攻撃などはしてこない。
名前が登場したのは「アカデミーアドベンチャー」モードのシナリオの一つ、『なぜか初めまして』（2013年5月13日実装）が初出である（杖の石の色は薄い紫色）。
QMA天の学舎では引き継ぎ特典として階級条件をクリアしたプレイヤーにカスタマイズアイテムのマスクが配られた。また、「邪神封印戦」モードのストーリーに登場している。この時の自身の言によると、「この世の混沌を望んでいるが、度が過ぎたものは例外」とのこと。
魔龍
登場作品：扉・天
クイスが仕えている巨大な龍。「魔龍討伐」モードでは常にサブモニターに姿が映っている。クイスと同様に、ジャンルに対応した色の石を額に身に着けており、攻撃の時は火炎のブレスを吐く。ROUND1,ROUND2の結果は魔龍の攻撃に耐えられたかどうかという形で発表される（実際には全国オンライントーナメント同様プレイヤー間の順位により決定する）。
QMA天の学舎では「邪神封印戦」モードのストーリーに登場するが、なぜかその姿は可愛らしい幼体である。水色の肌に、青い兜を被っており、兜の額の石は様々な色が混ざったもので体格も成龍の時に比べてはるかに小さくなっているが、それでもセレストやティアルと力を合わせて邪神への決定打となる一撃を放ったり、逆に邪神の攻撃を防ぐバリアを展開するだけの力を持つ。
QMA天の学舎への引き継ぎ特典として階級条件をクリアしたプレイヤーにカスタマイズアイテムの卵が配られ、QMA暁の鐘稼働前のスタンプキャンペーンでは頭部アイテムとしてちび魔龍が景品として配られた。
邪神
登場作品：天
「邪神封印戦」モードの敵役。強大な力を持つ禍々しい存在で、アカデミー関係者やカエルム、そしてクイスからも警戒されている。過去に賢者の手によって封印されていたが、現世に再び邪気を発しようと目論む。
当初は全ジャンルから出題されるノンジャンル型の邪神のみが登場していたが、のちにジャンル別の邪神が登場した。ジャンル別邪神は魔龍同様、一部のパーツの色や攻撃時のエフェクトがジャンルにより変化する。金剛邪神も登場したが、デザインはノンジャンルと異なる。

### トーキョー関係人物
イナリ / アベノイナリ
声：脇田昌代
登場作品：TG-XV
2月12日生まれ。「グリムバスターズ」モードの敵役の金髪の少女。トーキョー世界で特殊な本を媒介にモンスター（マロンによってグリムと命名）を召喚する。得意技は逃げ足の速さ。ストーリーの中でムジナに利用されてグリム「アベノイナリ」の媒体となって対戦する。
元々は長い歴史を持つ「アベノ家」に生まれた普通の少女だったが、普通の人には見えない瘴気（本人は当初、これを「黒いもやもや」と呼んでいた）が見えることに気付き、それを昔から頼りになる親類であった従兄のムジナに明かしたのを機に自分の中に眠る、アベノ家の先人に共通する力をムジナの指導の下で磨いていき、遂には濃密な瘴気と媒介となる物質を組み合わせて生み出す式鬼（すなわちグリム）を使役する力を身に付ける。その後、瘴気の影響で自然発生した式鬼を自らが召喚した式鬼を用いて対峙していたが、そんな中「暁の賢者」の面々と遭遇し、関わっていくことになる。
暁の賢者の面々との戦いの中で、ムジナの意による自らの行動が本当に正しいのかどうか苦悩した末、ついにはムジナにはっきりと「こんなのは間違ってます!」と言い放つが、その直後にグリム「アベノイナリ」の媒体とされてしまう。媒体の状態で敗れた後も、服がボロボロで自意識も虚ろな中、ムジナの言うがままに動いていたが、自分が付けていた日記帳を拾ったことでその本心を知った一同の呼びかけによって正気を取り戻し、同時に自らの望みが「優しい兄様にまた会いたい」であると改めて認識する。そして、戦いの果てにグリム「アヴェノセイメイ」が倒され、ムジナが正気を取り戻したのを目の当たりにする。その後、機能を回復した「転移の扉」で一同が元の世界へ戻るのを、ムジナと共に見送った。
EVOではムジナと共にヨコハマーに住んでおり、ヤマシタパークで一同と再会を果たす。この時点では瘴気が見えるような特別な力自体は保持しているものの、式鬼を召喚する魔導書は所持していないので、エボルグリムと交戦するのは不可能となっている。一同と力を合わせてエボルグリムとの戦いを続けた果てに、瘴気に侵された先祖のアヴェノセイメイと対面し、遂には瘴気から解き放たれた本来の彼女と触れ合うようになった。なお、彼女とは先祖と子孫の関係であり、加えて女性同士であるためか、男性のムジナと比べて彼女とは髪の色や顔立ちが大きく似ているが、まだ年若いため胸のサイズでは大きく劣っている。
ムジナ / アベノムジナ
声：Tohru
登場作品：TG-XV
6月11日生まれ。「グリムバスターズ」に登場する、イナリが「兄様」と呼ぶ銀髪と赤目の青年。グリム「アベノムジナ」を召喚する。
彼もまたイナリと同じく「アベノ家」の出身で、イナリ同様に瘴気が見えていたが、イナリからの告白を気に自分達の持つ力の研究を開始し、同時にそれまで「ムジナさん」と自分を呼んでいたイナリから「兄様」という新たな呼び名を提案され、そう呼ぶのを苦笑交じりに許可した。やがて自分達の力がアベノ家の先人に由来することを発見し、さらには瘴気と組み合わせて式鬼を生み出すための書物を入手した上、遂には異世界や魔法使いの存在をも突き止めた。しかし研究にのめり込んだ末、瘴気を用いて何の関係も無い一般人に「テスト」と称して昏倒させたり、自分の意を離れて勝手に動いたイナリから自らの行いを批判されても考えを変えずに「新たな式鬼を生み出すテスト」としてイナリと瘴気を組み合わせてグリム「アベノイナリ」を生み出すという人体実験まがいの事をする危険人物へと変貌した。
その実態は瘴気の影響を受けて正気を失い、危険な研究を進めるという本来のムジナ本人とは別の人物と化しているという状態であり、その研究の詰めとして、自分達「アベノ家」の祖先にして自分達の力の根源である「アヴェノセイメイ」をグリムとして顕現させるが、「暁の賢者」の面々との戦いの末にアヴェノセイメイを構成していた札「セーマン」が全て剥がされて倒された直後に瘴気から解放され、本来の優しく紳士的な人格に戻り、同時に黒髪と黒目という本来の姿に戻った。そして、瘴気に憑りつかれていた間の記憶は曖昧ながらも自分が危険な所業に及んだのは理解しており、その上で一堂に反省の念を抱いていると語った上でイナリと共に元の世界へ戻る一同を見送った。
EVOではエボルグリムを封印した際にグリモワールに現れた形代についての情報を話すために、ヤマシタパークにて「暁の賢者」と再会した。そして数々の戦いの果てに、先祖のアヴェノセイメイとの邂逅を果たす。
アヴェノセイメイ
声：未発表
登場作品：TG-XV
2月21日生まれ。
イナリとムジナの祖先にあたる女性。エボルグリムからは「あの御方」と呼ばれていた。TGではムジナの項で述べた通りグリムとして登場するだけであったが、EVOではエボルグリムの親玉として登場した。トーキョー世界にもあった魔法樹が瘴気を発生するようになった時に自身とともに封印していたが、瘴気を人体に馴染ませればいいと考えるようになった。エボルグリムは、封印を解くための駒として以外にも、瘴気によって人を生み出せるのかというテストの意味もあった。
QMAXIVでは本来の姿を取り戻し、エボルグリムたちの保護者としての役割を担う。その一方、かつて魔法樹が瘴気の発生源と化した理由を探るべくあらゆる世界の記録の集合体である「マキシブリコード」を調べるが、その途中に突如として現れた謎の存在に暁の賢者一同とエボルグリムたちが襲われた際に自ら加勢した末、危機に陥ったイナリを身を挺して庇った結果、なぜか肉体が子供の姿に変わってしまった。なお、この点について彼女自身は後日、この謎の存在自体が特異な現象の発生源ということから「インフェノメナ」と命名し、加えて姿が変わったのはこのインフェノメナの攻撃によって「体の成長が無かったことにされたのが原因」との見解を語った。
QMAXVではセレストとティアル（セレスティアルズ）がトーキョー世界に来たことからグリモワールを使ってウィーズと会話し、2人を預かることになった。

### エボルグリム
登場作品：EVO-黄金の道標
「グリムバスターズ・EVO」モードの敵役。陰陽の力で人為的に生み出したグリムで、生徒キャラクター（暁の賢者）にそっくりだが、銀髪に赤い目でオリジナルとは性格が異なる。トーキョー世界のゼンコク各地で瘴気を発生させる「クサビ」を設置その守護を担当する(そのためクサビが設置してる場から遠くえは行けない)。「進化したグリム」という意味でストーリー上ではシャロンが命名した（一方でエボルグリム側は自分の元となった人物を「オリジナル」と呼んでいる）。稼働後のアップデートで声が追加された（声優はオリジナルと同一）。バトル時には人間態から動物を模したグリムの姿に変身する。下記はゲーム内での対戦順（2人1組で登場する場合はグリム・○○××のように並列表記となり、対戦中の声やカットインはどちらか1人がランダムで登場する〈ただし、一回の戦闘中で登場するキャラが変わることはない〉）。ストーリーの流れとしては原則初登場時1週間→他のエボルグリムを挟んで再登場→再登場で敗北し封印されるという形になっており、再登場時には変身後の配色が変化する場合がある。全員グリモワールに封印されたがセイメイとの最終決戦で暁の賢者の思いに応え自らグリモワールの封印から解放し共にセイメイを倒した。
XIVではマナを取り戻したトーキョー世界において魔法の悪用を防ぐ「守人」となるべくオリジナルとともに魔法を学ぶ。XVではイベント「ワイワイアカデミー」が開催され、2週間ごとに1名がトーナメントなどのモードに登場し対戦できる（当初はCOM枠がある場合でも必ず参戦するわけではなかったが、アップデートによりCOM枠がある場合は必ず参戦するようになった）。また、各キャラクター毎に独自の通り名が付いている。リコードアリーナモードでプレイヤーがオリジナルだった場合は専用の台詞が用意されている。
プロフィールのうち、身長・好きなもの・嫌いなもの・誕生日（全員2月21日で統一。XVのセイメイの誕生日イベントに準拠）は『カードコネクト』の「QMAガチャ4時間目」の排出カードに記載されている。
グリム・レオン 声：檜山修之
ワイワイアカデミー通り名：「赤き瞳の銀髪少年」
フジサン近郊のアラクラヤマにて「暁の賢者」一同が初めて遭遇したエボルグリム（エボルグリムの中では最後の対戦相手でもある）。オリジナルのレオン以上に好戦的だが、敵対者への言動には冷たさがあり、仲間のエボルグリムに対する態度にも辛辣さがある。グリム態は赤い鬣を生やしたライオン。
グリム・サンダース 声：稲田徹
ワイワイアカデミー通り名：「誰がオッサンじゃい」
トーキョーに「クサビ」を設置するべく強襲を仕掛け、オーダイヴァにあるナナイロブリッジにて一同が迎え撃つこととなったエボルグリム。長いリーゼントヘアーとバンカラ風の服装と言葉遣いが特徴。クサビがまだ設置されていない状態でも戦闘は可能だが、本人の言によると行動には時間制限があり、それを不便に思っている。グリム態はリーゼントヘアーと角を生やした雄牛で、大砲やキャタピラーを備えたさながら「猛牛戦車」。
グリム・メディア 声：喜多村英梨
ワイワイアカデミー通り名：「風紀いいんかい」
「クサビ」が設置されたヒメッチの純白の古城で一同が遭遇したエボルグリム。オリジナルのメディアと同じく回復魔法が得意だが、露出度の高い服装や言葉遣いが特徴の不良ギャル然としており、なおかつ攻撃を受けると快感を感じるマゾヒストながら、回復魔法ですぐさまどんなダメージも癒す。また、対戦相手を「クランケ」と呼ぶ。グリム態はピンクの髪の雌豹。再登場が一番早かったため、ストーリー上最初に封印されたエボルグリムである。
グリム・リエル 声：後藤邑子
ワイワイアカデミー通り名：「パーフェクト家政婦」
ヤマシタパークに突如として現れ、「クサビ」を設置したエボルグリム。同じくエボルグリムのグリム・シャロンに仕えているメイドで、服装もメイド服であるが短刀を所持している。グリム・シャロンとは主従関係ながら、辛辣な言葉を平然と放つなど、その関係はオリジナルのリエルとシャロンのそれと比べても明らかにおかしい。グリム態は緑の髪の黒い犬で、口に先述の短刀を咥え、腰には手裏剣を2つ装着したくの一と忍犬が組み合わさったようなスタイル。
グリム・アイコ 声：釘宮理恵
グリム・マヤ 声：加藤英美里
ワイワイアカデミー通り名：「長期スリーパー」（グリム・アイコ）
ワイワイアカデミー通り名：「気合ブリバリぶっちぎり」（グリム・マヤ）
ニャーゴヤの大通りに現れて「クサビ」を設置したエボルグリムで、合体して戦いを挑む。グリム・アイコは何事も面倒くさがるだらけた性格で、グリム態はアライグマ。グリム・マヤは木刀とマスクを装着したスケバンのような恰好で、荒っぽい口調で話す。グリム態はカラス。オリジナルの2人同様仲が良く、グリム・アイコがグリム・マヤを「マヤちん」と呼ぶことも一緒。
グリム・カイル 声：関通利
グリム・ユリ 声：広橋涼
ワイワイアカデミー通り名：「会いに行ける大魔王」（グリム・カイル）
ワイワイアカデミー通り名：「比類なき求道者」（グリム・ユリ）
グリム・サンダースと同じくナナイロブリッジに現れたエボルグリムで、合体して戦いを挑む。グリム・カイルは自身の力に非常に自信を持っており、グリム態はサングラスをかけた2頭のサメ。グリム・ユリは冷静沈着な性格でグリム態は龍のような姿をしており、グリム・カイルが変身したサメをグローブのように前足に持つ。
グリム・ミュー 声：竹達彩奈
ワイワイアカデミー通り名：「ぐるぐるどーん！！」
オキナーの「クサビ」を守っているエボルグリム。目撃者からは幽霊として認識されている。今回の任務や戦いを楽しむ明るい性格で、オリジナルのミュー同様、視覚的に効果のある魔法が使えるほか、トンちゃんに相当するサングラスと竹刀を持ち、なおかつ口髭があるダンディーな容姿の熊が一緒にいる。白いスクール水着（胸元の名札に「みゅう」と名前が書かれており、輝望の刻の入手できるカスタマイズアイテムでは、使用キャラの名前が平仮名で書かれているが、男子生徒はトランクスのパンツ型で、向かってパンツの右上に名前が書かれている。また、アロエは表記が「あろゑ」、ヴァニィは「ばにぃ」、ヴァネッサは「ばねっさ」、ミューは「おねーちゃん」になる）に大きな上着を羽織っており、グリム態は紫色の髪が生え、大砲を装備したイルカ。
グリム・ヴァニィ 声：照井春佳
グリム・ヴァネッサ 声：照井春佳
ワイワイアカデミー通り名：「明日は明日のガセが吹く」（グリム・ヴァニィ）
ワイワイアカデミー通り名：「非実在エボルグリム」（グリム・ヴァネッサ）
厳密にはエボルグリムではないが便宜上この項に記す。ヴァニィがエボルグリムは以前トーキョーに行った生徒たちの姿をコピーしたものだと推測したため、自分のエボルグリムはいないのだろうかと推測したのに対し、マロンが考案したエボルグリム。グリム・ヴァニィは黒の、グリム・ヴァネッサは赤の露出の高いバニースーツを着ており、グリム態はロボット。対戦ステージは宇宙。XIVのヴァニィの誕生日イベントではEVO同様、ヴァニィの夢の中で登場した。「ワイワイアカデミー」ではそれぞれ違う時期に登場した。
グリム・ルキア 声：桑島法子
ワイワイアカデミー通り名：「肝っ玉姐さん」
センダインの武将の像がある城跡で「クサビ」を守っているエボルグリム。次々と敗れるエボルグリムの仲間たちの仇を取ろうとした。片目に眼帯をしており、グリム態は乳牛。
グリム・アロエ 声：長谷優里奈
グリム・マラリヤ 声：永島由子
XIVおよびワイワイアカデミー通り名：「コケティッシュリルガール」（グリム・アロエ）
ワイワイアカデミー通り名：「いじめないでください～」（グリム・マラリヤ）
ナナイロブリッジに現れた3組目のエボルグリムで、合体して戦いを挑む。グリム・アロエは角・羽・尻尾の生えた小悪魔のような恰好で、ハルトやレオンを「お兄ちゃん」と呼んで誘惑する。グリム態は蝙蝠。グリム・マラリヤは気弱な性格だが、時々オリジナルのマラリヤと息が合う。グリム態は蛇。
グリム・アロエはコラボイベントキャラクターとして『ボンバーガール』に、グリム・マラリヤは『チェイスチェイスジョーカーズ』にゲスト参戦している。グリム・アロエは同時にXIVでもリコードアリーナおよびトーナメント・NEOのWANTEDイベントに登場した（XIVではエボルグリム唯一の参戦）。
グリム・ユウ 声：佐藤利奈
ワイワイアカデミー通り名：「愛の暴走特急」
ホッカイの氷の城や熊の像がライトアップされている公園に登場したエボルグリム。性別が女性に変化している。背後にはQMA5以前のように「お姉様」と呼ぶグリム・サツキが幽霊として付き添っており、姉を慕っている一方で姉がオリジナルのユウに興味を示したことに激昂する。グリム態はクリオネ。戦いに敗れてグリム・サツキが消滅後に自らも封印される直前のオリジナルのユウとのやりとりから、慕う対象をオリジナルのユウに変え、「お兄様」と呼ぶようになる。XIVでもオリジナルのユウに対する姿勢は変わっていないが、他者に対する敵意は以前のままで、オリジナルの実の姉であるサツキであっても例外ではない。
グリム・サツキ 声：無し
グリム・ユウの背後にまるで幽霊のような姿で付き添っているエボルグリム。本来、エボルグリムは暁の賢者一同が最初にトーキョーへと赴いたのを元に作り出された存在であり、直接赴かなかったヴァニィや教師一同は例外であったことから彼女たちに対応するエボルグリムは存在しないはずであったが、オリジナルのサツキは現在ではなく昔の幽霊だった時の自分そっくりのエボルグリムが存在することについて「ユウはあの頃の私を心のどこかで覚えていて、その記憶がエボルグリムにも影響しているのかも」と推測している。なお公式ページのストーリー上は一貫して「サツキに似た女性」表記であり、公式サイドでの「グリム・サツキ」表記はTwitter公式アカウントのツイートで見られる。性格はオリジナルに比べて奔放な面があり、オリジナルのサツキをして「あれが私なのかしら、解せないわ」と戸惑わせるほど。最後は、ユウが自らグリム・ユウとグリム・サツキと直接対峙して注意を引き付けている間に、シャロンたちが無防備になった「クサビ」を破壊したことで瘴気の供給が途絶えたことにより消滅した。その後、グリム・ユウが他のエボルグリムと共に復活を果たした際、彼女が復活した様子は無かった。
グリム・タイガ 声：小野坂昌也
グリム・リック 声：日野聡
ワイワイアカデミー通り名：「イレギュラーに弱い系男子」（グリム・タイガ）
ワイワイアカデミー通り名：「ビクトリー至上主義」（グリム・リック）
カンサイのタワーが中央にある商店街に登場し、「クサビ」を設置したエボルグリムで、合体して戦いを挑む。グリム・タイガは白衣と眼鏡を着用するインテリキャラで、グリム・リックを含めた他者を頭が悪いとして見下す。グリム態は虎。グリム・リックはサングラスを着用し、上半身を露出して鉄パイプを持った不良少年のような外見。勝つためには痺れ薬や束縛する魔法など卑怯な手段も厭わない性格。グリム態は狼。2人の仲はかなり悪い。
グリム・セリオス 声：子安武人
ワイワイアカデミー通り名：「豪然たる忠臣」
ナナイロブリッジに現れた4組目のエボルグリム。赤いマントをまとった外見。オリジナルのセリオスが銀髪のため外見上はあまり違いはない。オーダイヴァ近辺を停電にするなど光を嫌い暗闇を好む。グリム態は鷲。
グリム・ヤンヤン 声：大原さやか
グリム・ラスク 声：奥真紀子
ワイワイアカデミー通り名：「金持ち喧嘩する」（グリム・ヤンヤン）
ワイワイアカデミー通り名：「ハングリースピリッツ」（グリム・ラスク）
シューキュウの洋館に「クサビ」を設置したエボルグリムで、合体して戦いを挑む。盗みを働きオリジナルに濡れ衣を着せる。グリム・ヤンヤンは黒いチャイナ服の上からファー付きの上着を羽織っており、手には「金」と書かれたジュリアナ扇子を持っている。グリム態はパンダ。グリム・ラスクはゴーグルを着用した、やんちゃな雰囲気の外見で、荒っぽい言葉遣いで話す。グリム態はカマキリ。
グリム・ハルト 声：福山潤
グリム・クララ 声：田村ゆかり
ワイワイアカデミー通り名：「インドア弁慶」（グリム・ハルト）
ワイワイアカデミー通り名：「フレンドリーモンスター」（グリム・クララ）
カナザウアーの駅に「クサビ」を設置したエボルグリムで、合体して戦いを挑む。グリム・ハルトはヘッドホンとチェック柄の赤いマフラーを着用し、ゲーム機のようなものを持っている。また、口調はオリジナルと違い小さい声でやや早口気味である。グリム態は蜘蛛。グリム・クララは赤いサングラスと髪飾りを着用した派手なものが好きで、ショッピングに行くことが趣味。グリム態は梟。オリジナルのクララを「オリジナル」と呼ばずに1回ごとに違うニックネームで呼び、戦闘前からすでに打ち解けていた。なおグリム・ハルトとの仲は良くない。
グリム・シャロン 声：浅野真澄
ワイワイアカデミー通り名：「残念系マスター」
ナナイロブリッジに現れた5組目のエボルグリム（登場自体はグリム・リエル戦が初。ストーリー上はグリム・シャロンの方がグリム・リエルより先に登場している）。グリム・リエルの仇を討つために現れたが、オリジナルのシャロンやリエルとの間で自分に起こる感情が理解できずに暴走する。グリム態は蜂。